# 奥斯陆
奥斯陆（發音：[ˈʊ̂ʂlʊ] ⓘ）是挪威首都和最大城市，全国政治、经济、文化中心，也是挪威的贸易、银行业、工业和航运枢纽，位于挪威东南部的奥斯陆峡湾内侧，人口666, 759人（截至2017年1月1日）。包括邻近的10个市镇在内的城市区人口为975, 744人（截至2016年1月1日），而整个大奥斯陆地区人口数为1, 546, 706。
奥斯陆因其奇特的地理学和地质学特征而闻名。它被森林和田野所环绕，许多种类的动植物生活在其中。奥斯陆市镇内三分之二的面积是森林和水域，使得实际人口密度达到了5, 221.6人/平方公里。城市核心区的形状像是一个被植被茂密的丘陵所环绕的砂锅，许多河流从丘陵中流出，經過市区汇入奥斯陆峡湾。
在维京时代奥斯陆所处的地区为丹麦最北方的省份维肯的一部分。在维京时代后期公元1040年奥斯陆以安斯陆（Ánslo）名字建城。奥斯陆老城区是北欧除了维斯比以外最大的中世纪城市，而且至今保存完好。奥斯陆于1048年获得集镇（kaupstad）的地位。1070年，奥斯陆被提升为主教辖区。在大约1300年，挪威国王哈康五世将奥斯陆定为挪威首都。在挪威从1397至1523年和1536至1814年与丹麦，以及1814至1905年与瑞典建立共主邦联期间，尽管哥本哈根和斯德哥尔摩先后成为了国家行政机构的所在地，奥斯陆仍然保有着一部分首都职能。
奥斯陆是14世纪挪威受到黑死病影响最严重的地区，在15和16世纪其人口和经济状况又经受了进一步的衰退。1624年，奥斯陆曾被一场大火摧毁，之后，在丹麦国王克里斯蒂安四世统治期间，城区被迁移到了一个新的城市在更靠近阿克斯胡斯城堡的地方建立，并以国王的名字命名为克里斯蒂安尼亚（Christiania）。1838年1月1日，克里斯蒂安尼亚成为了一个市镇。在1814至1905年间瑞典-挪威联盟时期，克里斯蒂安尼亚行使挪威首都的功能。尽管在19世纪以前，克里斯蒂安尼亚在欧洲范围内只是一座小城市，但从第二次工业革命之后，这座城市开始高速发展。在1900年前后，克里斯蒂安尼亚已经成为了一个发达的工业中心，有着近25万名居民。1925年，它的名字从克里斯蒂安尼亚改为了奥斯陆。
奥斯陆是欧洲重要的航海工业和航海贸易中心，是许多航运企业总部的所在地，其中包括一些世界级的航运公司、船舶经纪公司和海上保险经纪公司。奥斯陆也是欧洲委员会和欧洲联盟委员会的跨文化城市项目的试点城市。
奥斯陆被认为是一座全球城市，在2012年fDi杂志发表的欧洲大城市生活品質排名中名列第一位。 ECA国际2011年进行的一项调查显示，奥斯陆是全球生活成本第二高的城市，仅次于东京。 根据经济学人智库（EIU）的统计，2013年奥斯陆也名列全球生活和教育成本最高的四座城市之一。
1952年，奥斯陆曾举办过冬季奧運會。1993年5月，在美国的主导下，以色列和巴勒斯坦在这里签订了著名的《奧斯陸協議》。另外，奥斯陆也是诺贝尔和平奖的颁奖地，每年的颁奖仪式在奥斯陆市政厅举行。
21世纪初，奥斯陆的人口以创纪录的速度增长，使其成为了当时全欧洲人口增长速度最快的城市之一。 这一高增长率主要和国际移民的流入和高生育率有关，但也离不开国内人口流动的影响。目前，奥斯陆的移民人口增长速度略高于本国人口增长速度， 在市区部分，这一差异更为显著。2012年1月1日的数据显示，奥斯陆人口的23%是移民，市内最大的少数族裔是挪威瑞典人和挪威巴基斯坦人。

## 基本資料

### 城市名字起源
“奥斯陆”这一名字的起源一直充满争议。可以确定这个名字来自于古諾爾斯語，而且很可能是从前一座位于比约维卡的大农场的名字。但这个名字的含义也没有定论。现代语言学家通常将Óslo、Áslo或Ánslo解释为“山脚下的草场”或者“献给神的草场”，二者的可能性基本相等。
以前有一种错误的观点，认为“奥斯陆”指的是“Lo河（阿尔纳河的假想旧称）的河口”。然而，一方面，人们没有发现任何证据证明在佩德·克劳森·弗里斯第一次提出这一假设之前，有人将阿尔纳河称为“Lo”河，另一方面，这个名字也不合乎挪威语的语法。 现在一般认为，“Lo”这个名字是弗里斯为了支持他对于“奥斯陆”词源的观点而造出来的逆构词。

### 市徽
奥斯陆是挪威除了卑爾根和滕斯贝格以外，少数的几个没有正式盾徽的城市之一，而是使用一枚圆形市徽代替。 在奥斯陆的市徽中，展示了这座城市的守护神圣哈尔瓦德，以及他的磨石和箭，在他的脚下还有一个裸体的女人。他坐在配有狮子形装饰的王座上，这种王座也是从前挪威国王所经常使用的。

## 历史

### 17世纪以前
主条目：奥斯陆老城区
奥斯陆已发现的最早的人类聚落位于艾克贝格，大约可以追溯到公元前8400年的新石器时代。该地区还发现了许多黄铜时代和铁器时代的遗迹。
根据斯诺里·斯蒂德吕松的薩迦记载，奥斯陆是由无情者哈拉尔于1048年前后建立的。 但是，20世纪70年代的考古发掘发现了公元1000年前后的早期城市结构。1070年，天主教会在奥斯陆设立教区，圣赫沃德教堂作为最早的城市大教堂在12世纪初建成，而奥斯陆大教堂学校在1153年设立。在挪威国王奥拉夫三世统治期间，奥斯陆成为了东挪威的文化中心。哈尔沃德·韦布约森（Hallvard Vebjørnsson）成为了这座城市的守护神，被描绘在了城市的纹章上。
1174年，Hovedøya修道院建成。教会和修道院成为了大片土地的主要拥有者，这对于城市的经济发展产生了较大的影响，特别是在黑死病肆虐之前。
1197年7月25日，挪威的斯维尔和他的士兵从Hovedøya袭击了奥斯陆。
在中世纪期间，奥斯陆的人口数翻了一番，达到约3, 500人。在1300年前后的几十年里，中世纪的奥斯陆城市规模达到了顶峰。挪威国王哈康五世于1299年即位，他选择了奥斯陆作为举行加冕礼的城市，并在此后进行了一系列的城市建设工作，包括扩建圣玛丽教堂和新建阿克斯胡斯城堡（Akershus Festning）等。1308年，奥斯陆被南曼兰公爵埃里克·马格努松劫掠和焚烧。到了1314年，挪威王国的权力中心正式转移到奥斯陆。
在中世纪的黑死病肆虐期间，奥斯陆的人口大约减少了三分之一。1536年，随着挪威和丹麦组成共主邦联，哥本哈根成为邦联的首都，奥斯陆的首都地位则降至省会地位，经济发展也陷入了停滞。同时期的宗教改革降低了教堂作为经济活动因素的重要性，奥斯陆的大部分教堂和修道院变得多余无用，随之而来的失业潮更进一步加剧了这座城市的衰退。在1567年瑞典对奥斯陆的围攻中，奥斯陆市民自行焚烧了城市，之后他们又开展了重建工作。
奥斯陆在中世纪有着良好的学术和教育氛围。当时的奥斯陆人文主义是一个多产的学术圈子。由于他们的工作，奥斯陆在1580年至1610年间成为了挪威的文化中心。

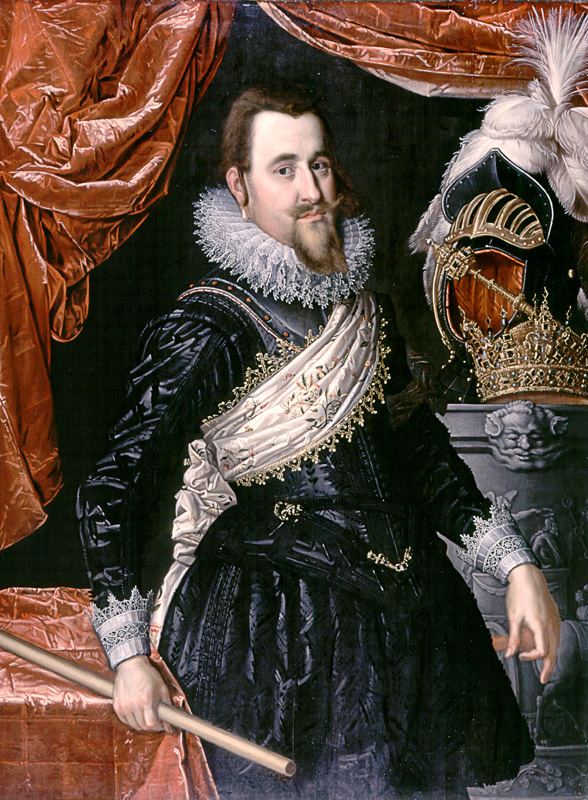
丹麦-挪威国王克里斯蒂安四世，克里斯蒂安尼亚就是以他的名字命名的

### 克里斯蒂安尼亚时期，1624-1814年

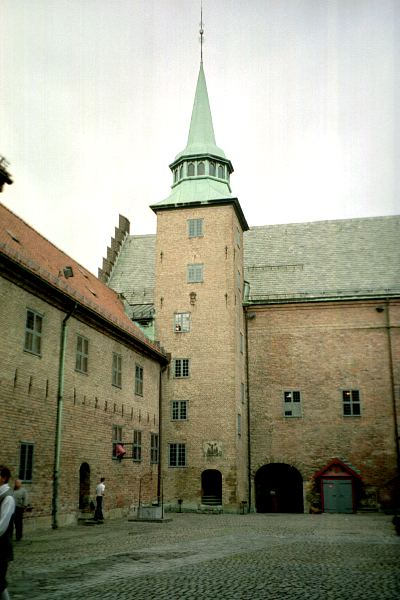
阿克斯胡斯城堡
摄影：Samuli Lintula

在17世纪，由于城市里的许多建筑物完全由木材制成，频繁发生的火灾多次在城市的大部分地区造成破坏。1624年8月，奥斯陆发生了一场巨大的火灾。大火持续了三天三夜，给城市带来的毁灭性的破坏，只有两座大型建筑得以幸存：Hallvard大教堂和bispegård。火灾过后，丹麦国王克里斯蒂安四世决定不再重建旧城区。根据他的命令，他的部下在阿克斯胡斯城堡附近的Akershagen地区建设了新的道路网。国王还要求所有市民将他们的商店和工作场所搬迁到新建的城区，同时，新城被以国王的名字命名为克里斯蒂安尼亚（Christiania）。
克里斯蒂安尼亚在建设过程中特别注重防御工事的修建。城市被棱堡和阿克斯胡斯城堡环绕。受到文艺复兴思潮的影响，城市内的街道宽阔笔直，划分出了方正的街区，这种布局也有利于防火。克里斯蒂安尼亚相互正交的街道网络成为了挪威语Kvartal（街区）一词的词源，被堡垒环绕的克里斯蒂安尼亚也因此而被成为quarters，直到1900年被改为一个专有名词Kvadraturen。
克里斯蒂安四世还引入了新建房屋的防火规范。他命令所有贵族和富有居民的新建房屋都必须具有砖墙，而普通居民可以修建木骨架房屋。木骨架房屋自此成为了当地最常见的建筑形式。在17和18世纪的之后几次大火中，老式的木结构房屋受到了更严重的损害而逐渐被淘汰。
在克里斯蒂安尼亚周边有许多自给自足的郊区城镇，许多工人住在相对便宜的木制房屋中。在1686年火灾后，围绕城市的堡垒被拆除，而城市外围建造起了新的奥斯陆主教座堂。1736年，奥斯陆广场上的集市搬迁到了邻近主教座堂的地方，即现在的Stortorvet。郊区的房屋开始向北方扩展。在整个18世纪，随着航运贸易的蓬勃发展，克里斯蒂安尼亚的经济状况逐渐好转，城市人口也开始接近丹麦与挪威合并前夕的规模。
中世纪的奥斯陆市议会由市长和议员组成，在这一时期逐渐转变成了新的形式，包括一名地方长官和一批皇室官员。城市居民慢慢地取得了一定的参政权力，从1730年开始，克里斯蒂安尼亚实行了“选举十二人团制度”，被选出的市民将在市议会中具有一定影响力。

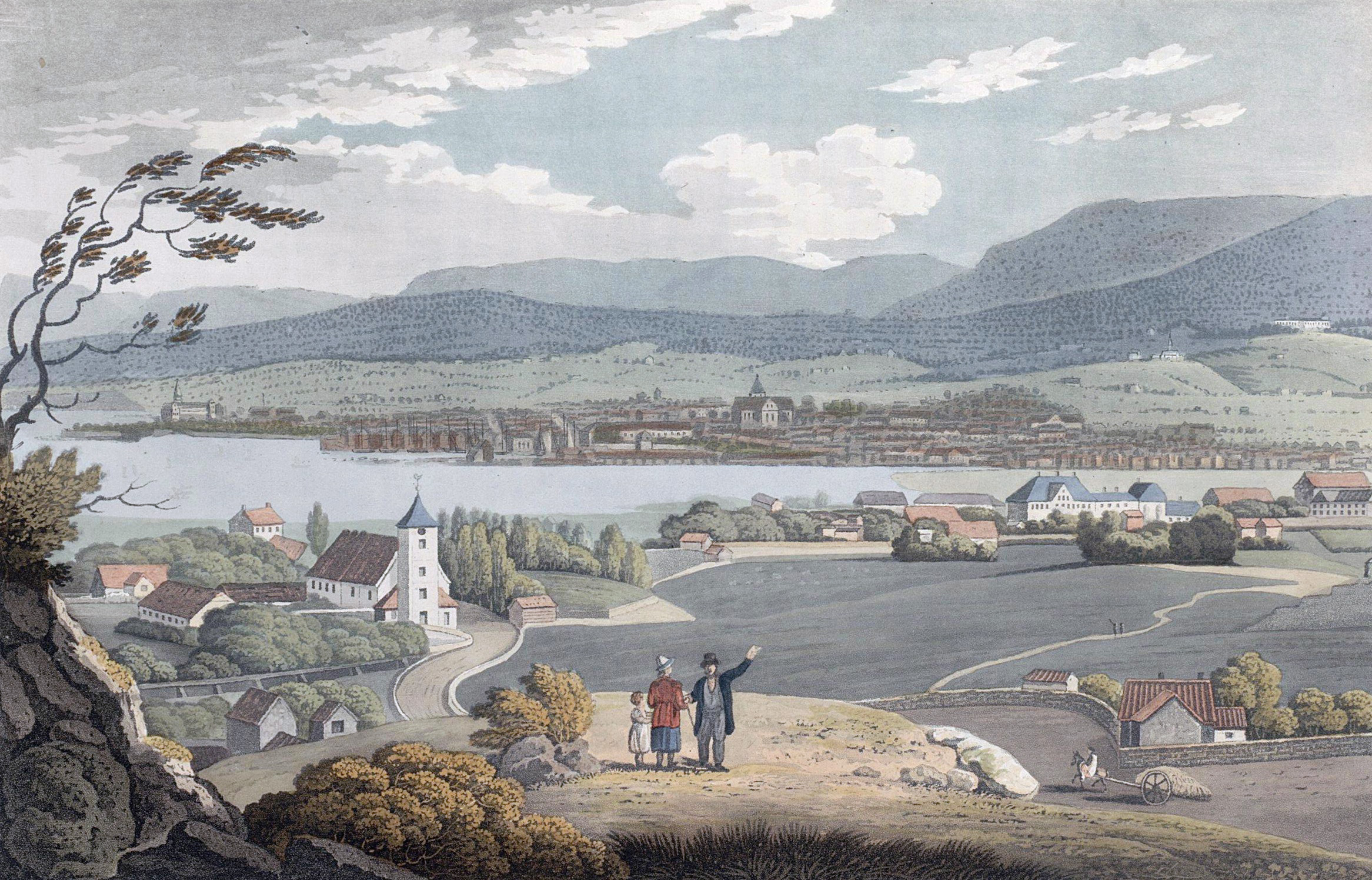
1849年的克里斯蒂安尼亚。由John William Edy绘制

### 成为挪威首都，1814年-20世纪初
在丹麦-挪威邦联于1814年解体后，克里斯蒂安尼亚成为了独立的挪威的首都。新成立的国家行政机构为新的经济增长奠定了基础，而从19世纪40年代开始的工业化进程则为其提供了强劲的动力。在19世纪，克里斯蒂安尼亚快速扩张，许多新的公共建筑开始建造——包括奥斯陆王宫、挪威国会大厦、国家剧院等。克里斯蒂安尼亚建成区西面的一批公共建筑隶属于建筑师汉斯·林斯道尔（Hans Ditlev Franciscus von Linstow）于1838年制定的规划，其中卡尔·约翰大街将成为主轴，新城区吸引了许多富裕阶层的市民入住。与此同时，城市东边的阿克尔河沿岸的工业迅猛发展，这使得工人们都尽可能居住在附近地区。这导致了城市东部和西部的社会落差，也成为了这座城市此后的一个重要特征。
在19世纪下半叶，克里斯蒂安尼亚建造了新的城区以供就职于工厂的移民居住。1854年，克里斯蒂安尼亚的第一个火车站建成。1859年1月1日，Bymarken和Aker市镇的部分地区以及9, 551名居民被并入克里斯蒂安尼亚。1878年1月1日，Aker的其他地区和18, 970名居民也被并入。当局希望透过行政区划调整，弥补不同地区的城建和社会差异，同时向更多地区引入防火规范以减少火灾的发生。19世纪80和90年代，城市建设工作发展到了高潮，大批租屋被修建，1894年城市还修建了第一条电车线路。但1899年的股災让這項計畫戛然而止，直到1910年，新的建设工作才逐步展开。

### 更名奥斯陆，20世纪至今
在1877年到1925年之间，城市的名字拼写改为了Kristiania。1925年，克里斯蒂安尼亚恢复了它旧有的名字——奥斯陆。
20世纪初，城市经济继续缓慢发展。此时城市已经有了近25万名居民。在20世纪的前十年，几乎没有新的房屋建成，同时高房价和贫困成为了十分严峻的社会问题。市政府着力解决这一问题，从1912年开始，一批大型房屋开始在19世纪城墙外缘的条形地带上修建，直到1931年，市内建成了大约11, 000间新的房屋，其中80%都是由政府资助修建的。在这一过程中，政府不再直接修建房屋，而是转而扶持一批住宅合作社，由它们来完成建设工作。
1931年，新成立的住房合作社OBOS建成了它的第一个大型项目Etterstadslottet。从20世纪30年代中期开始，OBOS接手了许多房屋建设项目。与此同时，许多私人产权住宅开始修建。奥斯陆保存下来了许多30年代的功能主义建筑，例如Sogn haveby。
在整个20世纪30年代，人们一直在为城市的扩展方向争执不休，这很大程度上是因为，1878年确定的城市边界内部已经没有多少可供建设的地块了。合并奥斯陆和阿克尔市镇的想法被提出，但一开始，只有很少一部分人支持这个主意。随着城市建设空间变得越来越小，更多的人开始转变看法。到了二戰，1940年，德國佔領丹麦后攻佔了奥斯陸及各重要城市挪威全境淪陷，1945年才光復。最终，阿克尔市镇于1948年1月1日并入奥斯陆，这使得奥斯陆的城市面积增加了108%，人口数增加了46%（超过13万人）。
20世纪50年代，奥斯陆开始在原先的东阿克尔地区开发卫星城，旨在进一步解决住房短缺问题。一些社区内建设了新的别墅和半独立式住房。1966年，奥斯陆地铁开通，将市中心和几个卫星城区连接在一起。1993年，奥斯陆地铁东线和西线间的共同隧道建成，两线贯通營運。
奥斯陆于2000年举行了建城1, 000周年庆典，而仅仅50年前的1950年，奥斯陆还举办了建城900年庆典。这主要是因为，新的考古发掘工作将奥斯陆的建城史向前移动到了公元1000年前后。
在2011年挪威爆炸和枪击事件中，奥斯陆受到了炸弹爆炸的袭击，政府大楼的一角受到袭击，包括总理办公室在内的几座建筑物受到破坏。共有8人遇难，30人受伤。

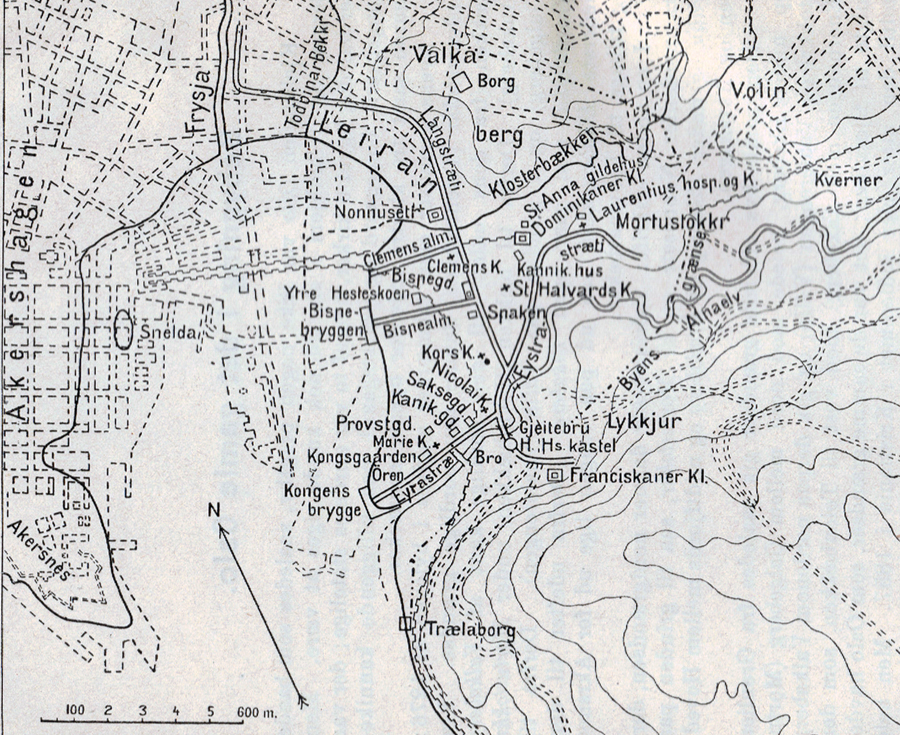
中世纪奥斯陆的地图
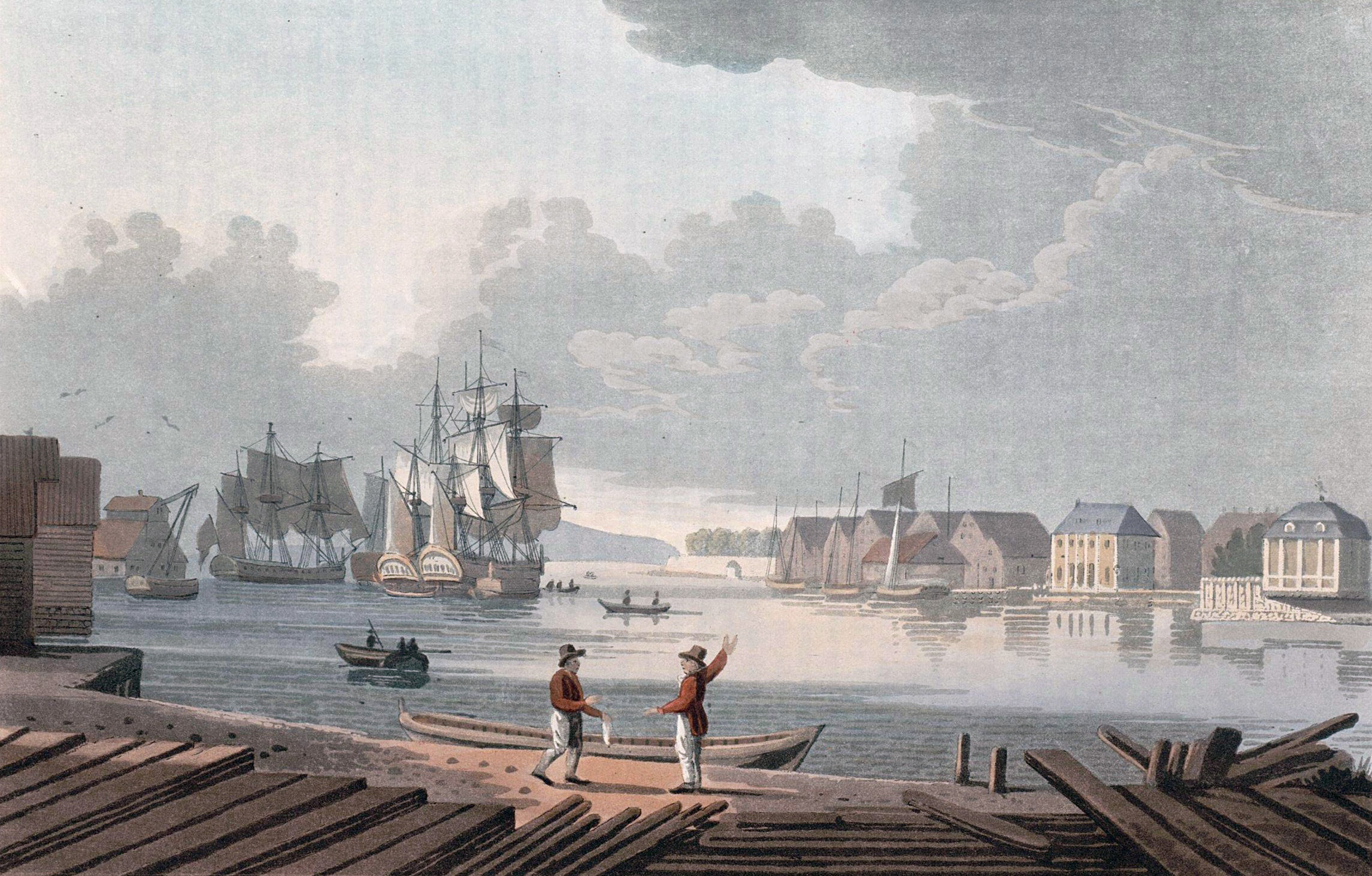
1800年前后的克里斯蒂安尼亚港口
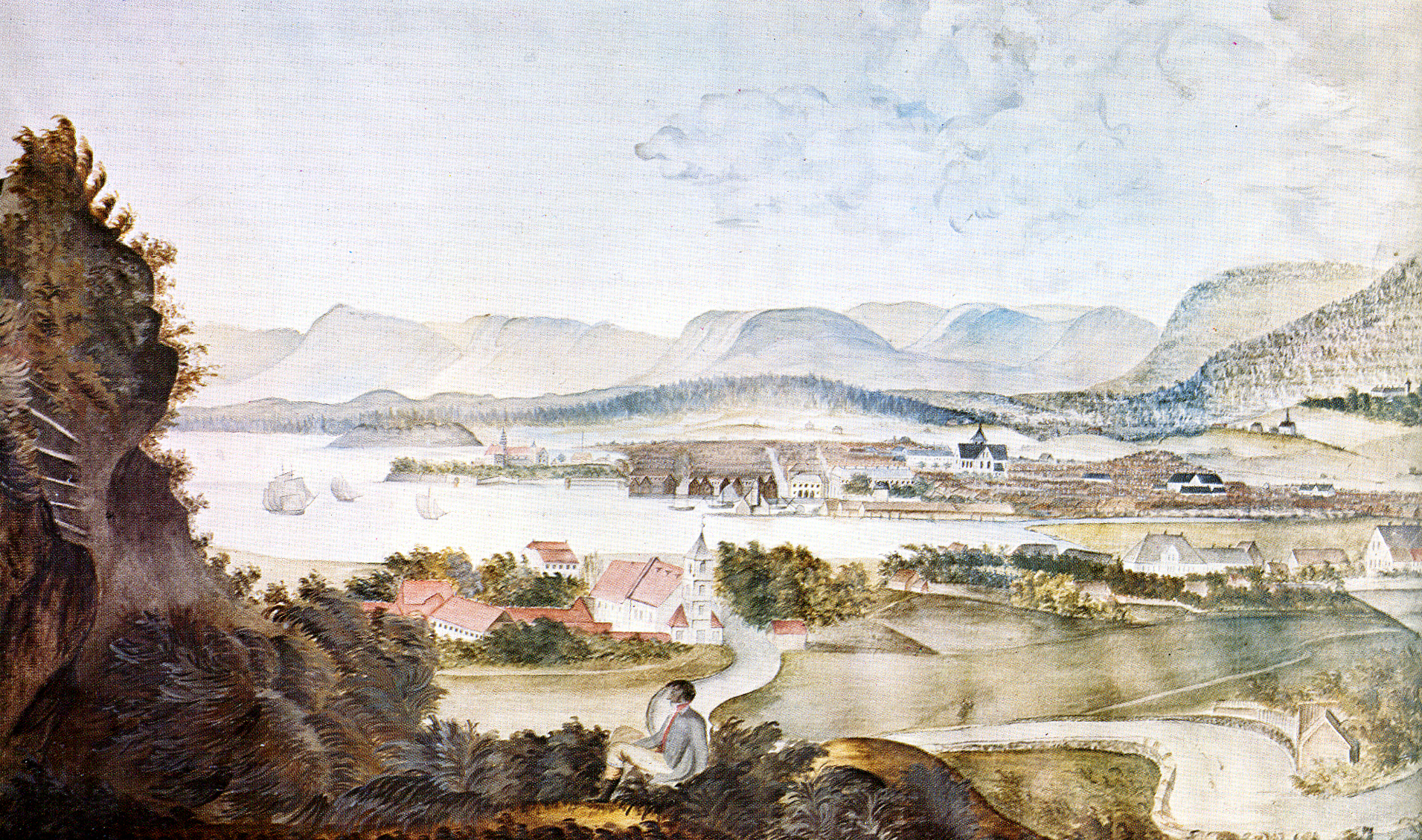
1814年的克里斯蒂安尼亚
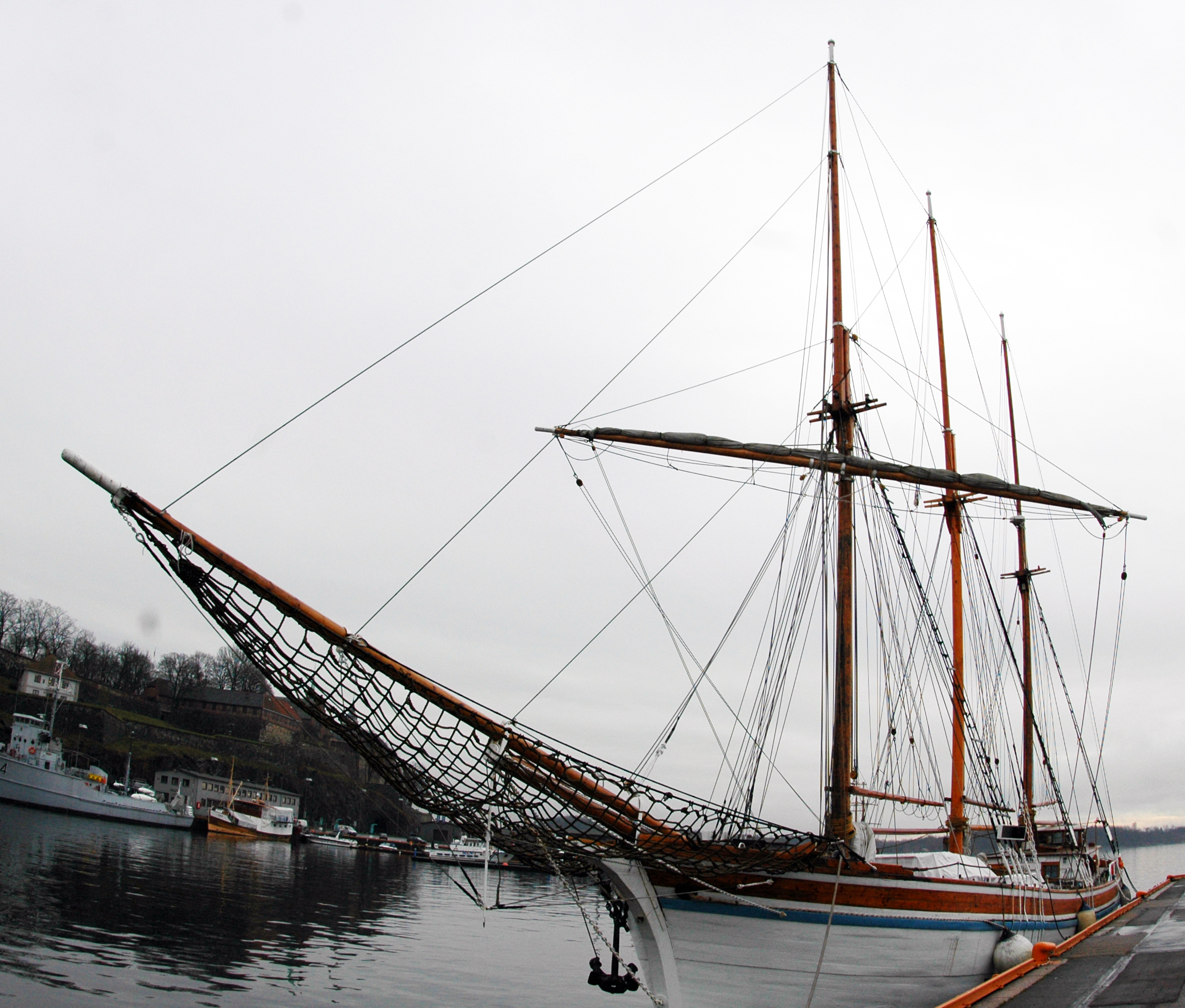
奥斯陆的高桅横帆船
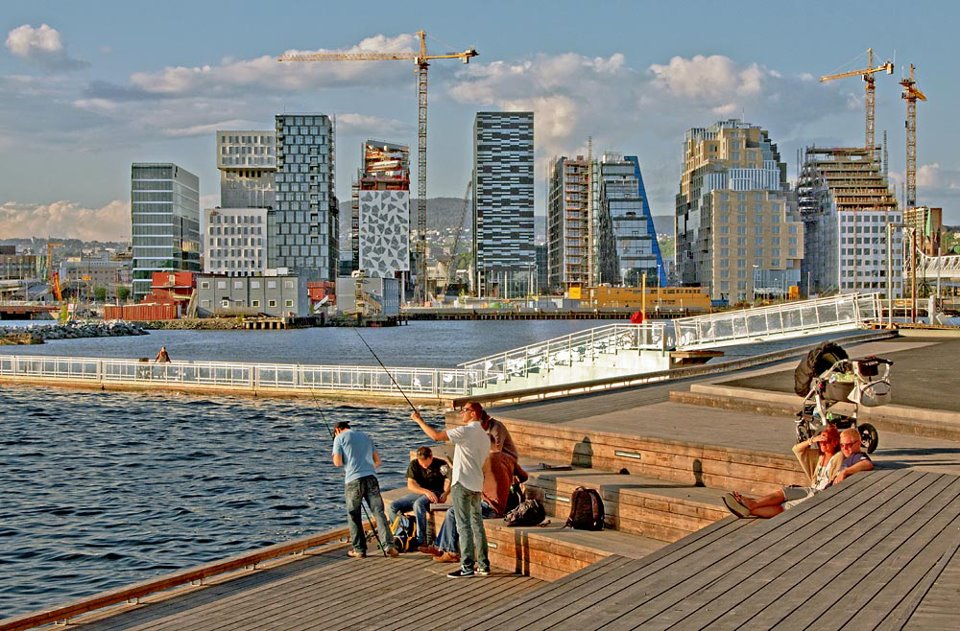
从港口远眺Barcode地区的天际线

## 地理

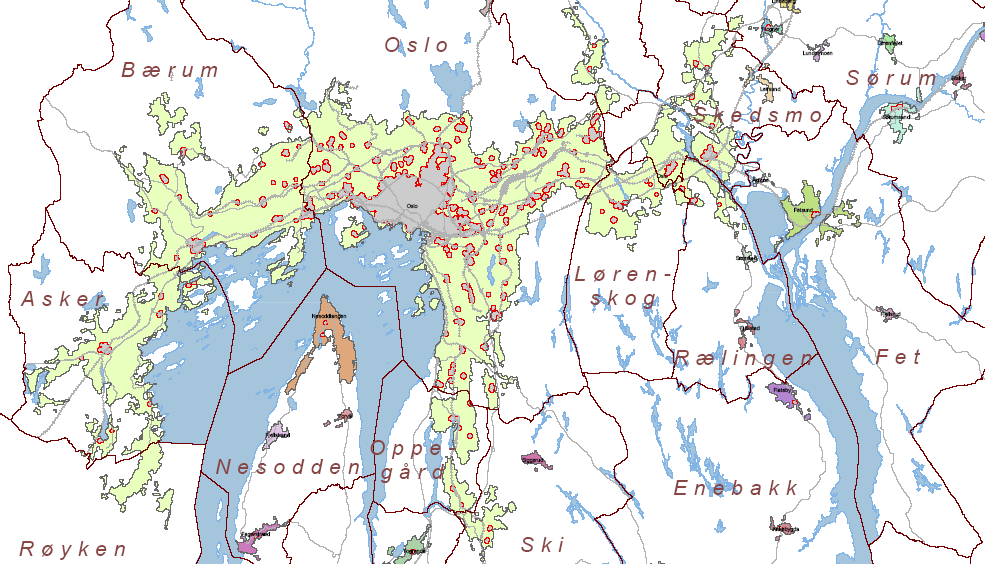
2005年的奥斯陆都市区地图，中部的灰色区域代表奥斯陆市中心。

参见：奥斯陆地堑

### 基本状况
奥斯陆位于奥斯陆峡湾北面的一片弧形陆地上。奥斯陆峡湾出口向南，整体几乎被内索登半岛一分为二。奥斯陆在其他方向上被植被茂盛的山脉所包围。在城市的行政边界以内有40座岛屿，其中最大的是马尔姆岛（面积约0.56平方公里）。奥斯陆有343个湖泊，其中最大的是玛利达尔斯湖（面积约3.91平方公里）。这些湖泊是奥斯陆大部分地区主要的饮用水来源。
尽管东挪威地区有很多河流，但没有一条从奥斯陆入海。而奥斯陆有两条较小的河流：阿克河（从玛利达尔斯湖流出，注入奥斯陆峡湾）和阿尔纳河。阿克塞尔瓦河上的瀑布在19世纪40年代为奥斯陆的第一批现代工业提供了动力。而在19世纪之后的时间里，这条河流成为了稳定和持续发展的经济的象征，也成为了城市东区和西区的分界。劳工们的社区位于河流两岸。阿尔纳河流经奥斯陆主要的郊区和工业区格鲁达伦。其他重要河流包括莱萨克河、言恩河和Hovinbekken。除此之外，城中有很多条溪流从地下穿过。

奥斯陆市的最高点是海拔629米的Kirkeberget（这同时也是奥斯陆的最北点）。尽管这座城市的人口比大部分欧洲国家的首都要少，它拥有一片相当广大的陆地区域，其中三分之二是布满森林、山丘和湖泊的自然保护区。城市边界附近有很多的公园和开放区域。

### 气候
由于奥斯陆地处高纬度地区，白昼时间在一年之中差异很大，盛夏时节，每天的白昼时长超过18小时，且在夜间，天空不会变得完全黑暗（不会比海上的暮光更黑）；而到了冬天，每天的白昼仅有6小时左右。
奥斯陆为温带湿润大陆性气候，但有着较为温和的冬天。七月份的奥斯陆每三天内有两天都相当温暖，温度高于20°C，而平均每四天就有一天高温达到25°C以上。 1901年7月是奥斯陆有记录以来的最热月份，月平均气温为24.7°C（72.9°F）。在1982年8月3日，Blindern曾观测到的最高温纪录是34.2°C（94°F）。1901年7月21日，奥斯陆市中心的“观测站”记录下了35°C（95°F）的高温。在1月，平均每四天里有三天温度都会低于冰点（0°C），平均每四天中有一天温度低于-10°C。 1941年1月3日和19日，曾观测到的最冷温度为-26°C。近年来，奥斯陆的平均气温呈上升趋势，尤其是冬季气温。

奥斯陆的年平均降水量约为802.9毫米，降水日数约为166天，冬天会比夏天略干燥一些。
| 奥斯陆1981至2010年                                      | 奥斯陆1981至2010年 | 奥斯陆1981至2010年 | 奥斯陆1981至2010年 | 奥斯陆1981至2010年 | 奥斯陆1981至2010年 | 奥斯陆1981至2010年 | 奥斯陆1981至2010年 | 奥斯陆1981至2010年 | 奥斯陆1981至2010年 | 奥斯陆1981至2010年 | 奥斯陆1981至2010年 | 奥斯陆1981至2010年 | 奥斯陆1981至2010年 |
| 月份                                                    | 1月                | 2月                | 3月                | 4月                | 5月                | 6月                | 7月                | 8月                | 9月                | 10月               | 11月               | 12月               | 全年               |
| ------------------------------------------------------- | ------------------ | ------------------ | ------------------ | ------------------ | ------------------ | ------------------ | ------------------ | ------------------ | ------------------ | ------------------ | ------------------ | ------------------ | ------------------ |
| 历史最高温 °C（°F）                                     | 12.5 (54.5)        | 15 (59)            | 21.5 (70.7)        | 25.4 (77.7)        | 29.9 (85.8)        | 33.9 (93.0)        | 35 (95)            | 34.2 (93.6)        | 27.3 (81.1)        | 21.0 (69.8)        | 14.4 (57.9)        | 12.8 (55.0)        | 35 (95)            |
| 平均高温 °C（°F）                                       | −0.4 (31.3)        | 0.5 (32.9)         | 4.4 (39.9)         | 10.1 (50.2)        | 16.5 (61.7)        | 20 (68)            | 22.3 (72.1)        | 20.9 (69.6)        | 15.7 (60.3)        | 9.4 (48.9)         | 3.9 (39.0)         | 0 (32)             | 10.3 (50.5)        |
| 日均气温 °C（°F）                                       | −2.9 (26.8)        | −2.4 (27.7)        | 1 (34)             | 5.9 (42.6)         | 11.6 (52.9)        | 15.3 (59.5)        | 17.7 (63.9)        | 16.6 (61.9)        | 11.9 (53.4)        | 6.6 (43.9)         | 1.6 (34.9)         | −2.3 (27.9)        | 6.7 (44.1)         |
| 平均低温 °C（°F）                                       | −5.3 (22.5)        | −5.3 (22.5)        | −2.4 (27.7)        | 1.7 (35.1)         | 6.7 (44.1)         | 10.6 (51.1)        | 13 (55)            | 12.2 (54.0)        | 8 (46)             | 3.8 (38.8)         | −0.6 (30.9)        | −4.7 (23.5)        | 3.1 (37.6)         |
| 历史最低温 °C（°F）                                     | −29.6 (−21.3)      | −25.2 (−13.4)      | −21.3 (−6.3)       | −16.1 (3.0)        | −4.4 (24.1)        | 0.8 (33.4)         | 3.7 (38.7)         | 2.3 (36.1)         | −3.7 (25.3)        | −11.2 (11.8)       | −16.0 (3.2)        | −23.7 (−10.7)      | −29.6 (−21.3)      |
| 平均降水量 mm（）                                       | 54.9 (2.16)        | 41 (1.6)           | 50.4 (1.98)        | 46.9 (1.85)        | 54.1 (2.13)        | 70.5 (2.78)        | 84.7 (3.33)        | 97.8 (3.85)        | 80.6 (3.17)        | 90.4 (3.56)        | 79.1 (3.11)        | 52.4 (2.06)        | 802.8 (31.58)      |
| 平均降水天数（≥ 1 mm）                                  | 10                 | 7                  | 9                  | 8                  | 8                  | 10                 | 11                 | 11                 | 9                  | 11                 | 11                 | 9                  | 114                |
| 月均日照時數                                            | 40                 | 76                 | 126                | 178                | 220                | 250                | 246                | 216                | 144                | 86                 | 51                 | 35                 | 1,668              |
| 可照百分比                                              | 19.2               | 29.6               | 34.7               | 40.9               | 41.5               | 44.4               | 44.0               | 44.5               | 37.2               | 27.1               | 22.4               | 18.9               | 33.7               |
| 来源1：Norwegian Meteorological Institute eklima.met.no |                    |                    |                    |                    |                    |                    |                    |                    |                    |                    |                    |                    |                    |
| 来源2：Meteo-climat 1981-2010 <http://meteo-climat />   |                    |                    |                    |                    |                    |                    |                    |                    |                    |                    |                    |                    |                    |

## 人口状况
| 奥斯陆的宗教 | 奥斯陆的宗教 | 奥斯陆的宗教 | 奥斯陆的宗教 | 奥斯陆的宗教 |
| ------------ | ------------ | ------------ | ------------ | ------------ |
| 宗教         | 宗教         |              | 百分比       | 百分比       |
| 基督教       | 基督教       |              | 70%          | 70%          |
| 伊斯兰教     | 伊斯兰教     |              | 4%           | 4%           |
| 佛教         | 佛教         |              | 0.5%         | 0.5%         |
| 其它         | 其它         |              | 26%          | 26%          |

在2010年前的一段时间，奥斯陆的人口以每年近2％的速度增长（过去15年里增长了17％），是斯堪的纳维亚国家的首都中增长最快的。根据挪威统计局的年度报告，在2015年，奥斯陆有647, 676名永久性居民，其中628, 719人居住在主城区。在整个城市区范围内有942, 084名居民， 而距市中心100公里（62英里）以内整个大奥斯陆地区，估计有177万人口。

1801至2006年的奥斯陆人口，其中1950至2006年有每年的数据

根据最近的人口普查，432, 000名奥斯陆居民（占城市总人口的70.4%）在种族上属于挪威人，与2002年（409, 000人）相比增长了6％。 从相对和绝对数量来看，奥斯陆都有着全挪威最多的新出生移民人口。奥斯陆有189, 400人的移民或父母为移民的人口，占全市人口的30.4％。奥斯陆所有的郊区移民人口比例均高于14.1％的全国平均水準。移民人口比例最高的郊区包括SøndreNordstrand和Stovner og Alna，他们占据了大约50％的移民人口。
巴基斯坦人是人口数量最大的少数族群，其次是瑞典人，索马里人和波兰人。其他人口较多的族群包括斯里兰卡人，越南人，土耳其人，摩洛哥人，伊拉克人和伊朗人。
2012年，在奥斯陆约有48,000名注册的穆斯林，占全市人口的8％，同时约有33, 000名注册的罗马天主教徒。
在2013年，奥斯陆的小学生中有40％的人注册了挪威语或萨米语以外的第一语言。 城市西部居民主要是种族上的挪威人，这里的几所学校的移民背景的学生比例不到5％。而奥斯陆的东部族群构成较为复杂，有一些学校有着高达97％的移民背景学生比例。 学校也越来越多地以族群划分，而在城市东北部的郊区已经出现了白人群飞现象。 例如，2008年在在Groruddalen，种族上的挪威人口减少了1, 500，而移民人口增加了1, 600。
奥斯陆有许多宗教社区。2016年，奥斯陆51.6％的人口是挪威教会成员，低于全国平均水準的71.5％。 2011年，近20％的人口在其他宗教或生活立场社区登记注册。

## 政治和政府
奥斯陆是挪威首都，也是挪威国家政府所在地。大部分政府部门，包括首相办公室，都在国家议会附近的一个建筑群中。
奥斯陆既是挪威一个郡，也是该郡唯一的市镇。它在挪威議會中由19名议员代表。
奥斯陆自1986年起开始实施议会制的政府系统。城市的最高权力是由市议会（Bystyret）掌握，目前有59个席位。市议员每4年选举一次。市议会有五个委员会，各有分工监管的领域。自2015年选举之后，市议会里最大的两个政党为工党和保守党。
奥斯陆市长是市议会的主席和级别最高的市议员。这个职位曾经是奥斯陆最有权力的政治职位，但随着议会制的实施，市长变得更像是国家议会主席一般，是一种仪式性的角色。现任奥斯陆市长是玛丽安·博根。
自2015年地方选举以来，市政府一直由工党、绿党和社会主义左翼党组成的联盟所把持。由于获得了红党的支持，这一联盟在市议会中勉强保持多数席位。
奥斯陆的执行市长是市政府的首脑。这一职位是随着议会制的实行而设立的，与总理在国家一级的作用类似。现任执行市长是雷蒙德·约翰森。

### 行政区划
截至2016年1月1日，奥斯陆市的人口为658, 390人。奥斯陆都会区的范围已经越过了奥斯陆市镇的边界，到达了周边的阿克什胡斯郡（包括阿斯克尔、贝鲁姆、略肯、雷灵恩、勒倫斯科格、尼特达尔、谢斯莫、北福洛、瑟呂姆、耶尔吕姆等市镇）。整个都会区的总人口达到了942,084人。
奥斯陆市中心位于奥斯陆峡湾的尽头，以此为基点，城区沿着三条“走廊”发展——一条向东北方向的内陆区域延伸，另两条向南，沿着东侧和西侧的峡湾沿岸发展。在这种发展模式下形成的奥斯陆都会区的形状看起来像一个上下颠倒的“Y”字形。
在城区的北边和东边，广阔的森林丘陵（Marka）缓缓抬升，让这一区域如同一个圆形露天剧场的形状。奥斯陆市镇和奥斯陆郡，是同一个实体的两个部分，使得奥斯陆成为了挪威唯一一座集成了两级行政级别的城市。在奥斯陆的总面积中，包括了130平方公里的建成区和7平方公里的农业区。在建成区中，开放区域的面积是22平方公里。
奥斯陆于1838年1月3日作为一个市镇成立。1842年，它与阿克什胡斯郡分离，成为了一个独立的郡。郊区市镇阿克爾于1948年1月1日与奥斯陆合并（同时从阿克斯胡斯郡转移到了奥斯陆郡）。此外，奥斯陆郡与阿克斯胡斯郡具有一些共同的职能。
| 奥斯陆市议会2015至2019年席位 |          |
| 工党                         | 20 (+0)  |
| 保守党                       | 19 0(−3) |
| 绿党                         | 05 (+4)  |
| 自由党                       | 04 (−1)  |
| 进步党                       | 04 (+0)  |
| 社会主义左派党               | 03 (−1)  |
| 红党                         | 03 (+1)  |
| 基督教民主党                 | 01 0(+0) |
| 总计                         | 59       |

### 行政區列表
来源于2004年1月奥斯陆市议会的规定
| 行政區         | 人口（2015年） | 面积（平方公里） | 编号 |
| -------------- | -------------- | ---------------- | ---- |
| 阿爾納區       | 48,770         | 13.7             | 12   |
| 比耶克區       | 30,502         | 7.7              | 9    |
| 弗龙讷区       | 55,965         | 8.3              | 5    |
| 舊奧斯陸區     | 49,854         | 7.5              | 1    |
| 格魯呂區       | 27,283         | 8.2              | 10   |
| 格吕纳勒卡区   | 54,701         | 4.8              | 2    |
| 北阿克爾區     | 49,337         | 13.6             | 8    |
| 北滩区         | 49,428         | 16.9             | 14   |
| 萨格讷区       | 39,918         | 3.1              | 3    |
| 圣汉斯海于根区 | 36,218         | 3.6              | 4    |
| 斯托夫讷区     | 31,669         | 8.2              | 11   |
| 南部北灘區     | 37,913         | 18.4             | 15   |
| 于勒恩區       | 32,124         | 9                | 6    |
| 西阿克爾區     | 47,024         | 16.6             | 7    |
| 厄斯滕舍区     | 49,133         | 12.2             | 13   |
| 总计           | 647,676        | 151.8            |      |

## 经济

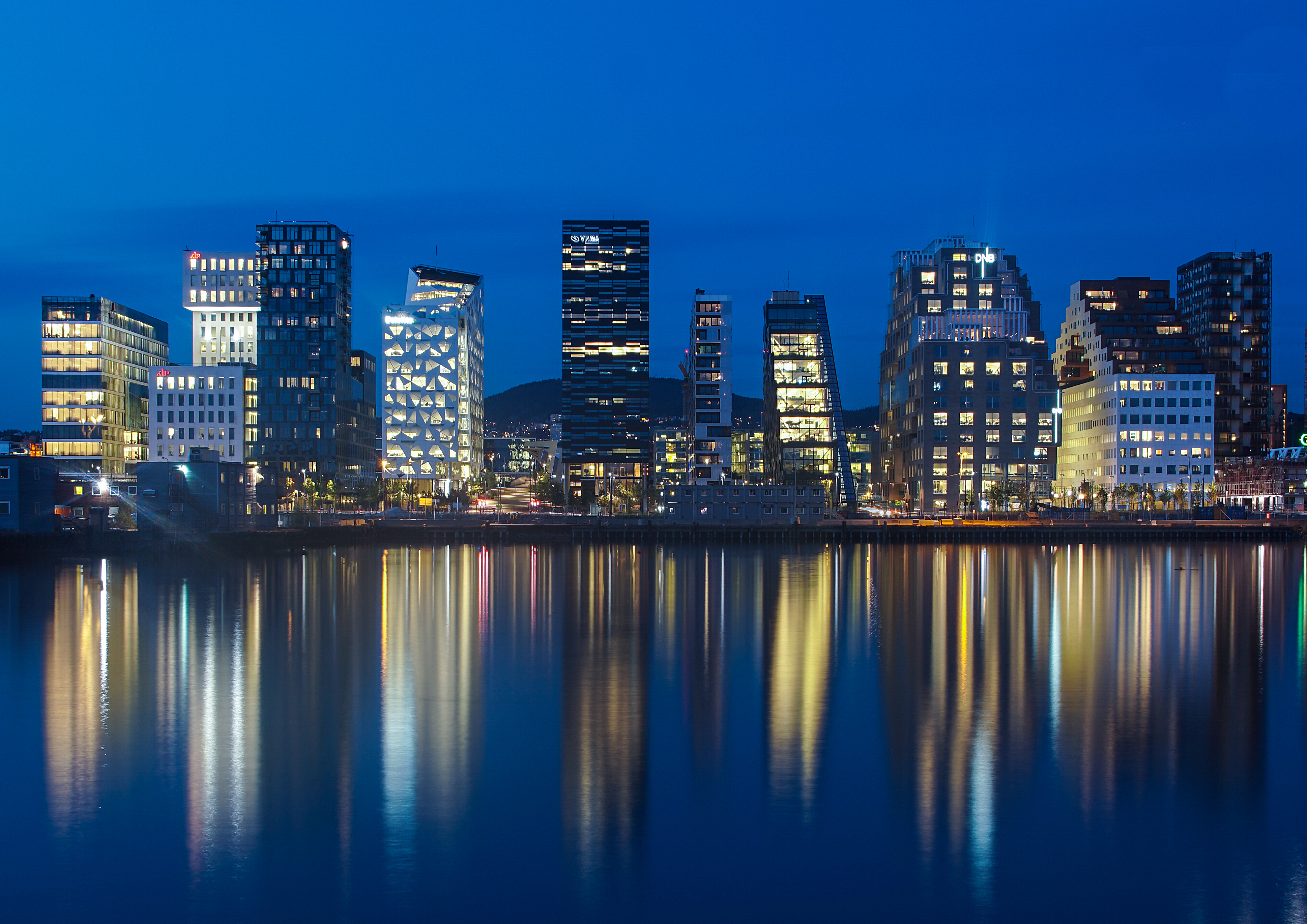
Bjørvika的办公大楼和公寓

奥斯陆有着多样化的强劲经济，在fDi杂志发表的报告“2012年度欧洲未来城市”中，奥斯陆名列欧洲大城市经济潜力排名第一。 在商业友好度方面，奥斯陆排名第二，仅次于阿姆斯特丹。
奥斯陆拥有2654家挪威全国級的大公司。在欧洲最大城市排名中，以注册公司数量为指标，奥斯陆排名第五。一批石油和天然气集团公司也位于奥斯陆。
奥斯陆是欧洲重要的海事知识中心，拥有大约1980家相关领域公司和8,500名员工。其中包括一些世界上最大的航运公司，船舶经纪人和船舶保险经纪人。总部设在奥斯陆外的挪威船级社，是全世界三个主要船级社之一，世界船队中的16.5％在此注册。 奥斯陆港是挪威最大的货运港口和主要的客运门户。每年有近6000艘船舶在此停靠，运输600万吨货物和500多万人次的乘客。
2003年，奥斯陆国内生产总值达到了2, 680.47亿挪威克朗，占全国GDP的17％。 而1995年，奥斯陆的GDP是1, 659.15亿挪威克朗。2003年，奥斯陆都会区、莫斯和德拉门也贡献了全国GDP的25%和税收的四分之一强。相比之下，挪威大陆架石油和天然气行业的税收总额占比约为16％。
奥斯陆是全球生活成本最高的城市之一。 根据瑞士银行2006年8月份编制的报告，奥斯陆和伦敦是世界上最昂贵的城市。同年，根据美世人力资源咨询公司发布的“全球生活成本调查” ，奥斯陆排名世界城市第十； 而在经济学人智库（EIU）发表的排名中，奥斯陆更是高居首位。 造成两项排名间差异的原因是，EIU在最终的指数计算过程中忽略了某些因素，特别是住房因素。在EIU于2015年发布的调查更新版本中，奥斯陆现在排名全球第三。 尽管奥斯陆确实有着挪威最昂贵的住宅市场，但其房价还是比榜单上的其他城市便宜得多。但同时， 奥斯陆的商品和服务价格在世界城市中处于最高水準。

## 文化
奥斯陆有许多不同类型的文化景点，包括存放有爱德华·蒙克（Edvard Munch）和其他国际知名艺术家作品的博物馆。一些世界知名作家曾在奥斯陆出生或居住，如克努特·汉姆生和亨里克·易卜生。政府近期在奥斯陆市的文化设施建设方面投入了大量资金。市中心外的Bygdøy是这座城市和挪威维京人的历史中心，该地区拥有许多公园，海滨和博物馆。奥斯陆每年举办奥斯陆自由论坛，被“经济学人”称为“人权领域的达沃斯论坛”。 奥斯陆也因每年颁发诺贝尔和平奖而闻名。

### 博物馆和画廊

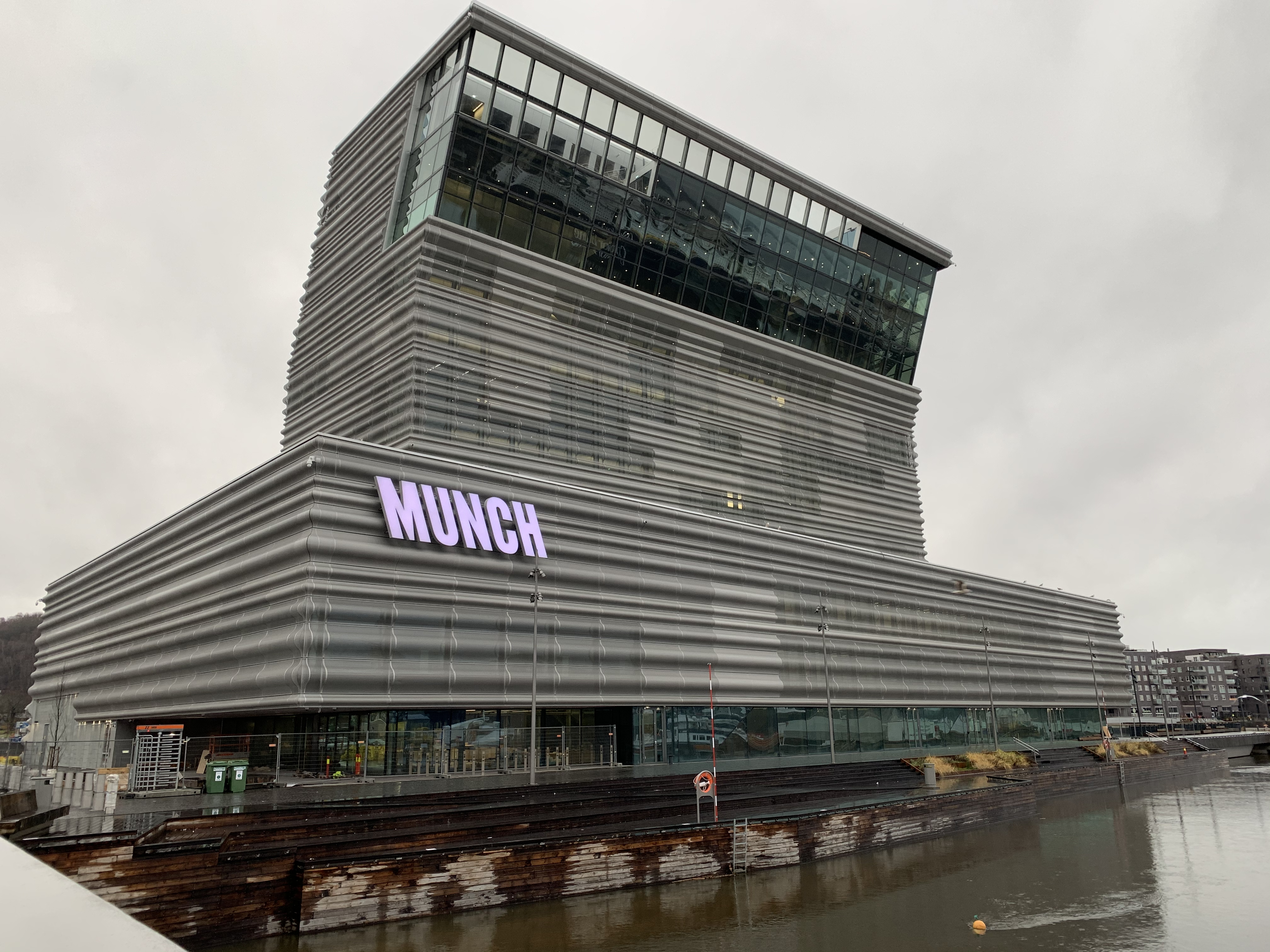
蒙克博物馆

奥斯陆有几座主要的博物馆和画廊。蒙克博物馆收藏了“呐喊”和爱德华·蒙克的其他一些作品。蒙克在死后将所有作品捐赠给了奥斯陆。 市议会正在计划修建一座新的蒙克博物馆，最有可能建在城市东南部的Bjørvika。 博物馆将被命名为Munch/Stenersen。 城市里还有50座不同类型的博物馆。
挪威文化历史博物馆位于比格迪半岛，致力于展示挪威民间艺术、民间服饰、萨米文化和海盗文化。户外博物馆包括挪威各地的155座正宗的古老建筑，其中包括一座木条教堂。
国家博物馆持有并保存，展示和宣传挪威最广泛的艺术品。 博物馆有关于本馆藏品的常设展览，还有展示从其他地方借来的展品的临时展览。 新的国家博物馆将在未来10年内建成，将位于诺贝尔和平中心后面的维斯塔芬。

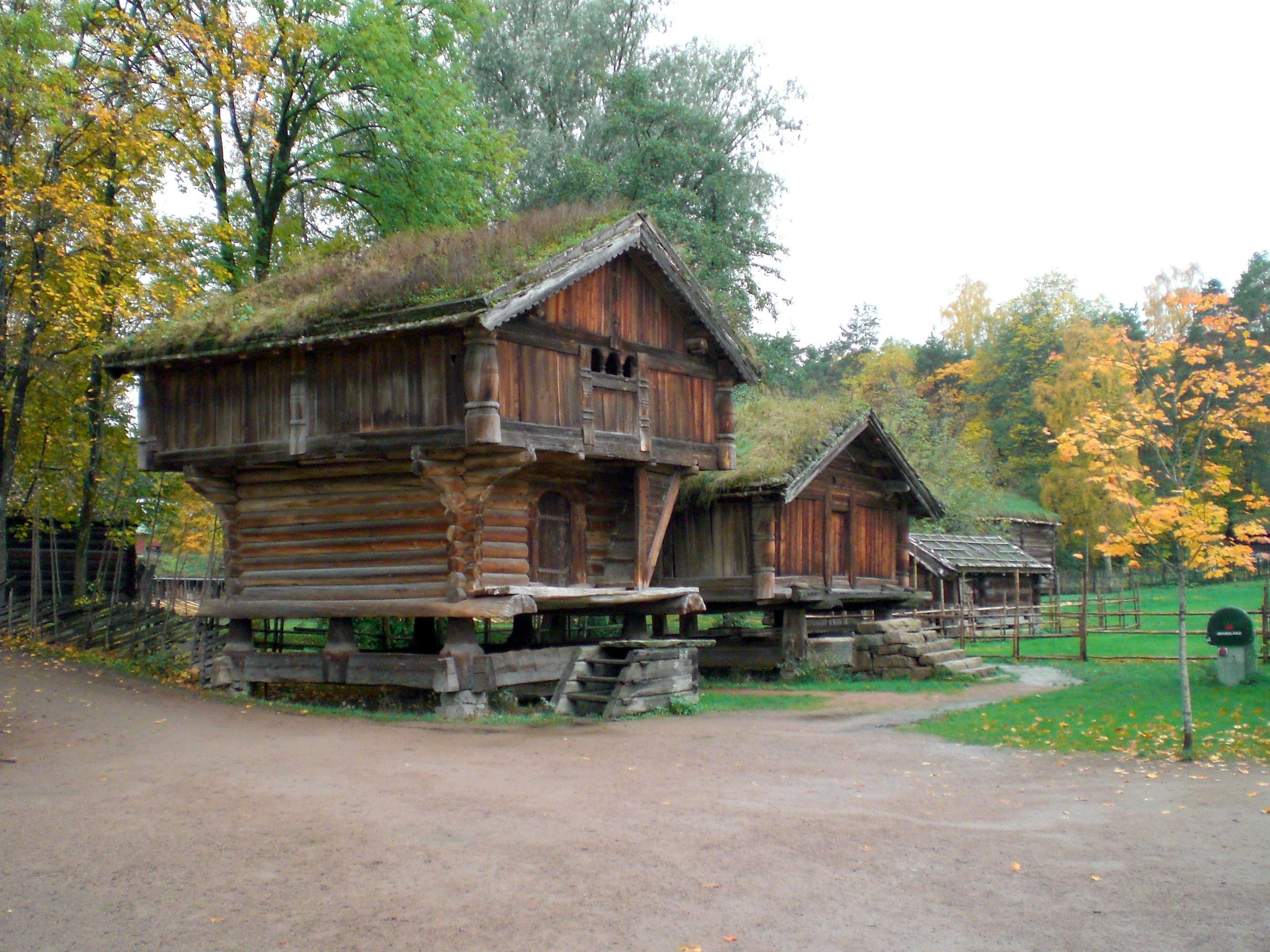
挪威文化历史博物馆中的历史建筑

位于青蛙公园的维吉兰博物馆可以免费进入，包含由古斯塔夫·维吉兰创作的超过212座雕塑，包括方尖碑和生命之轮。 另一座受欢迎的雕塑是Sinnataggen（小孩），刻画了一个男婴在愤怒中冲压着他的脚。这座雕塑作为奥斯陆的象征之一，在这座城市里非常有名。 奥斯陆还有一座较新的园林雕塑公园，Ekebergparken雕塑公园，其中有一些挪威和其他国家艺术家如萨尔瓦多·达利的作品。
海盗船博物馆有三艘在Oseberg，Gokstad和Tune发现的海盗船，以及从维京时代保存下来的一些独特的物品。
奥斯陆城市博物馆有关于奥斯陆城市发展史和奥斯陆居民的常设展览。
康提基号博物馆保存了托尔·海尔达尔的木筏康提基号和Ra2号。
诺贝尔和平中心是一个独立组织，于2005年6月11日由哈拉尔五世国王宣布开放，作为庆祝挪威作为独立国家成立一百周年庆祝活动的一部分。 这座建筑包含一个永久性展览，每年在宣布新的诺贝尔和平奖得主时都会扩大，它包含历史上每位得主的資訊。该建筑主要用作文化交流中心。

### 音乐和文化活动

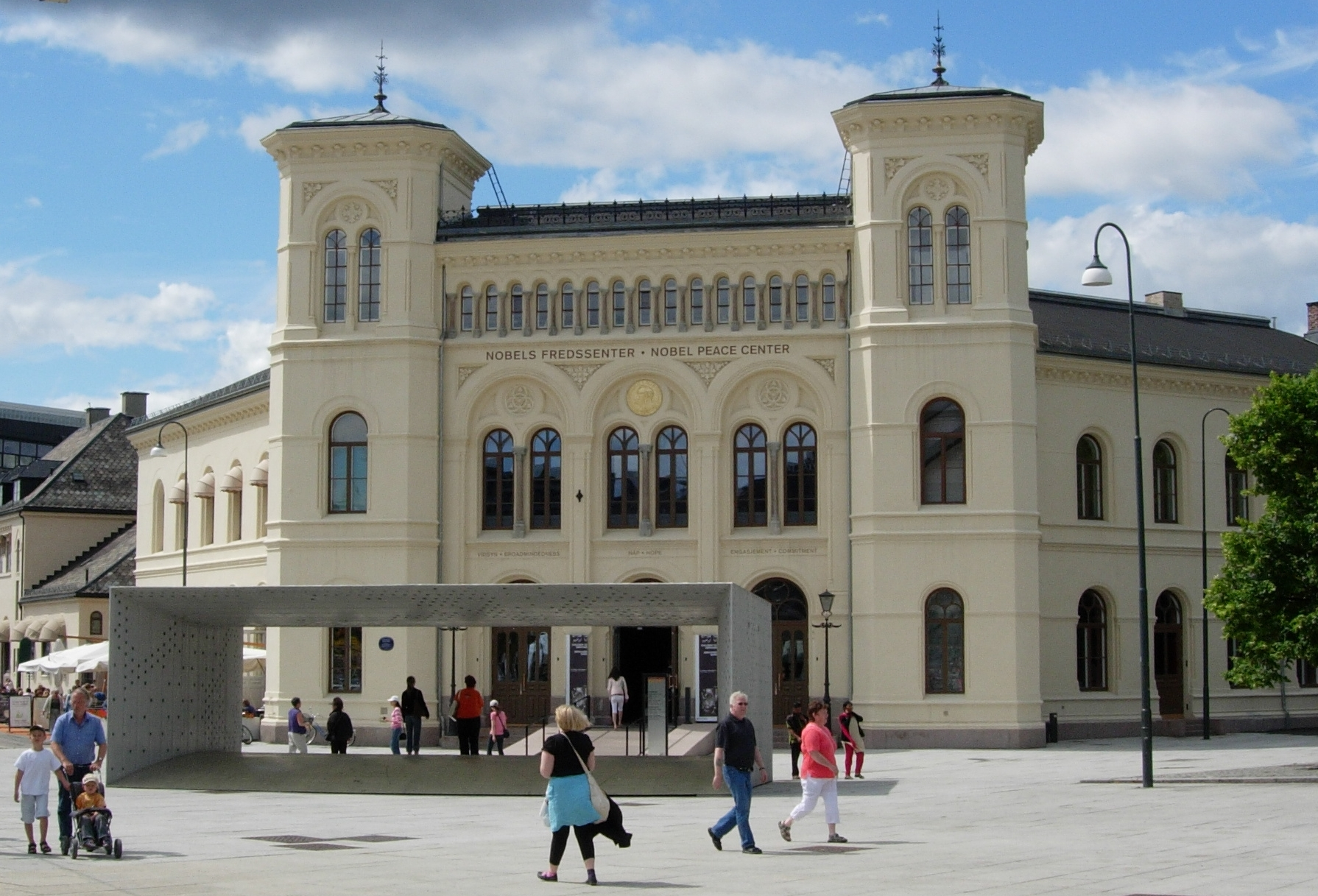
诺贝尔和平中心

每年，奥斯陆会举办许多文化活动，例如奥斯陆爵士音乐节，这是一个为期六天的爵士音乐节，在过去25年里的每年8月举行。 奥斯陆最大的摇滚音乐节是Øyafestivalen或简称“Øya”，它每次举办持续4天，每次吸引约6万人前往奥斯陆东部的中世纪公园参加活动。
奥斯陆国际教会音乐节 自2000年以来每年举行一次。奥斯陆世界音乐节给那些在自己国家闻名、但在挪威不出名的明星一个展示自己的机会。奥斯陆室内音乐节在每年的八月举行，世界级的独奏家聚集在奥斯陆进行表演。挪威森林摇滚音乐节每年六月也在奥斯陆举行。
诺贝尔和平奖颁奖典礼于每年的十二月十日在奥斯陆市政厅举行。 尽管萨米人的住处离奥斯陆很远，但挪威文化史博物馆也会在每年的萨米族节举办一系列文化和娱乐活动。
霍门科伦的冬季两项世界杯每年举行，男性和女性运动员在各个项目上与对手相互竞争。
其他年度活动包括Desucon，一个专注于日本文化的会议， 和Færderseilasen，这是世界上最大的过夜帆船赛，每年有1100多艘船只参加。
挪威国歌作曲家R. 诺拉克于1842年在奥斯陆出生。
挪威最重要的交响乐团是奥斯陆爱乐乐团，自1977年以来设立在奥斯陆音乐厅。尽管乐团始建于1919年，但它的历史可以追溯至由爱德华·格里格和约翰·斯文森在1879年成立的克里斯蒂安尼亚音乐家协会时期。
1996年和2010年，奥斯陆举办了两届欧洲歌唱大赛。

### 表演艺术

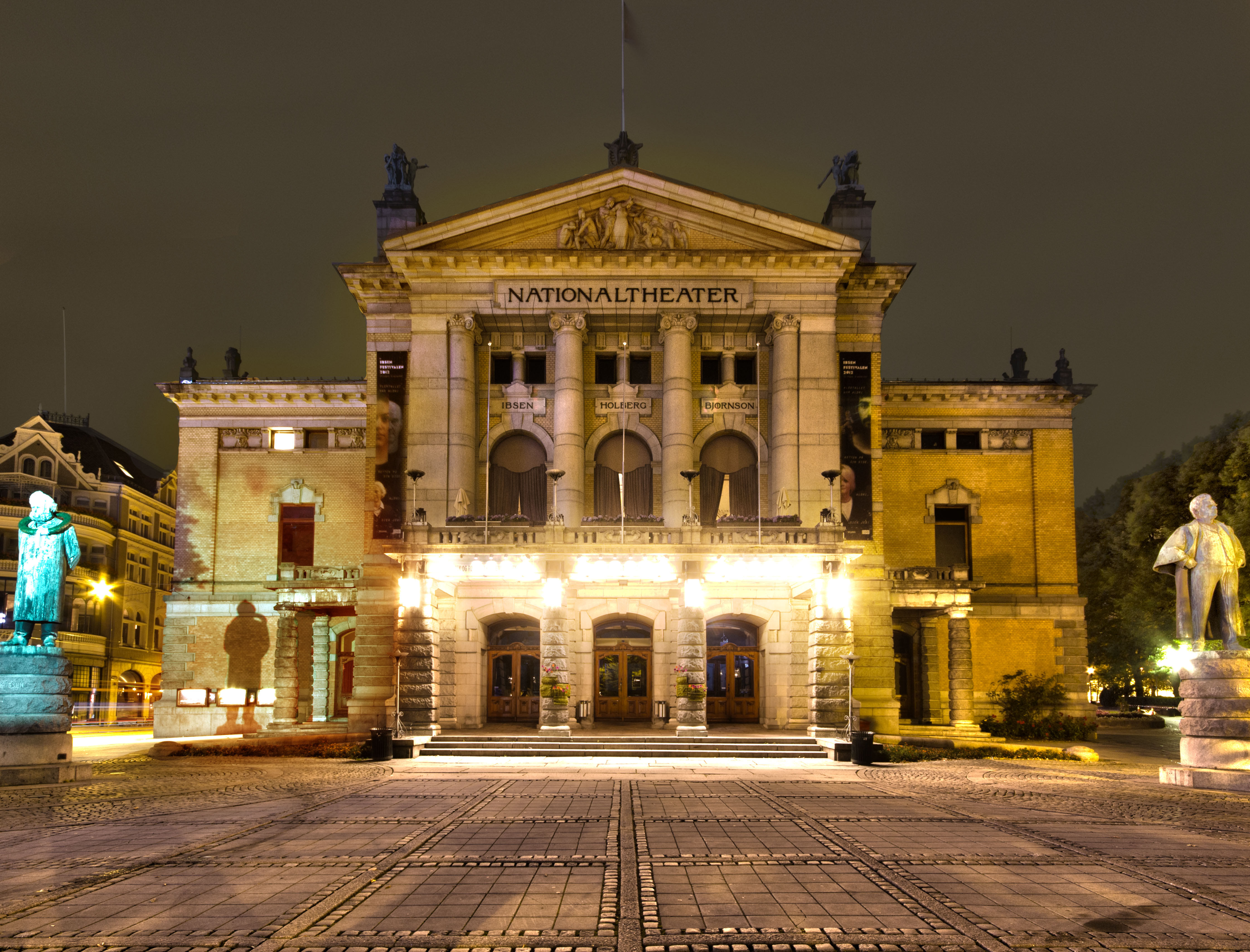
国家剧院是挪威最大的剧院

奥斯陆有20多家剧院，例如挪威剧院和位于卡尔约翰街的国家剧院。位于皇宫和挪威议会大厦之间的国家剧院是挪威最大的剧院。 路维·郝尔拜，亨里克·易卜生和比约恩斯彻纳·比昂松的名字被刻在剧院主入口上方的外墙上。国家剧院代表了挪威国家级的演员和剧作家，而作曲家，歌手和舞者的最高殿堂是位于Bjørvika的奥斯陆歌剧院。由斯诺赫塔建筑事务所设计的歌剧院于2008年开幕，也是挪威的一个国家地标。剧院共有两间剧场，2000多个座位。该建筑耗资5亿欧元并花了五年时间建成，被誉为世界上第一座让人们走上建筑屋顶的歌剧院。门厅和屋顶也被音乐会所使用。

### 文学

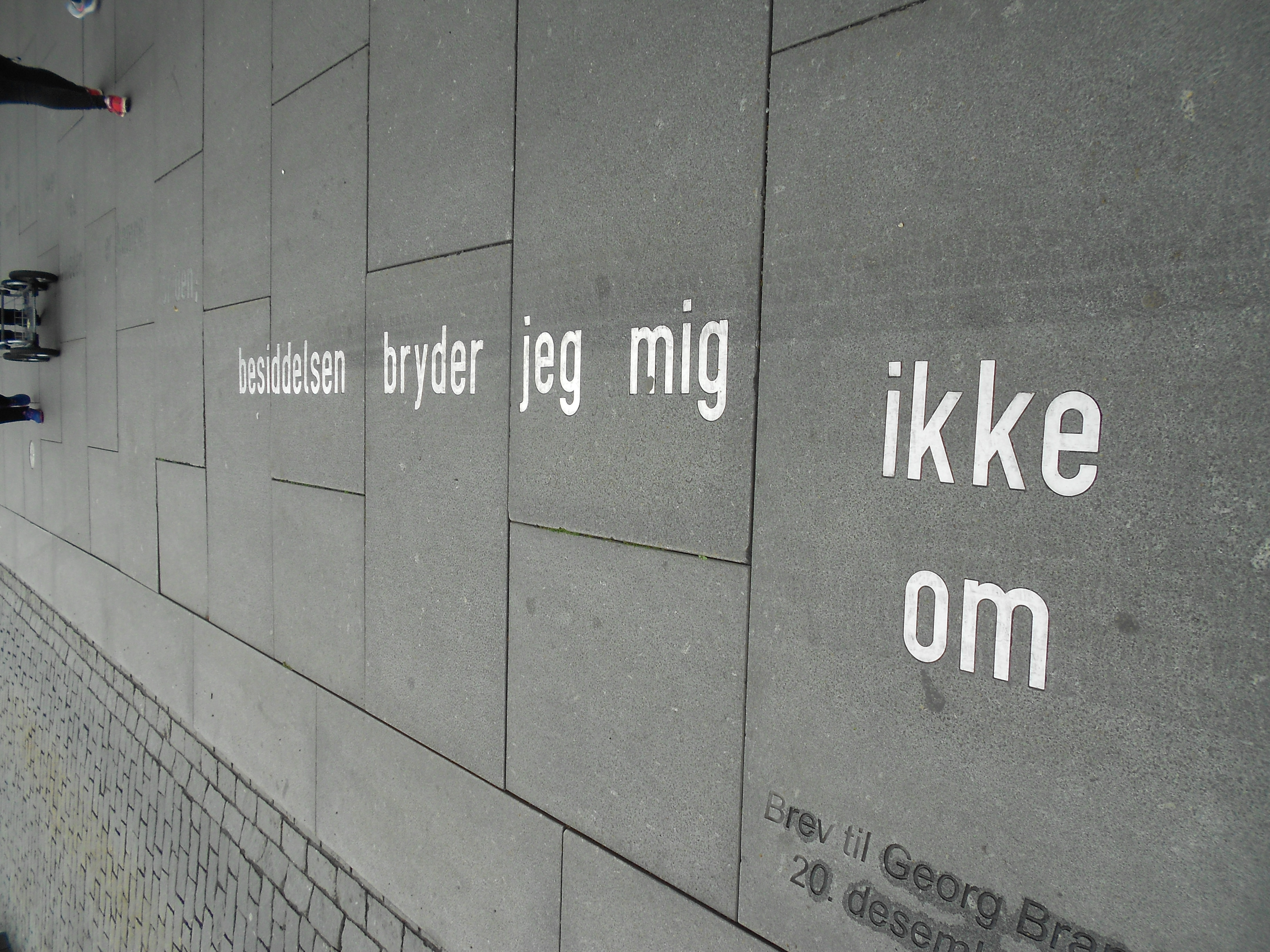
“易卜生名言”中的一个例子，引用了《一封写给布兰德斯的信》中的名言“财产，我不在乎”

大多数著名的挪威作家都曾在奥斯陆生活过一段时间。例如，诺贝尔文学奖得主西格丽德·温塞特在奥斯陆长大，并在自传体小说Elleve år中描述了她在奥斯陆的生活。
剧作家亨里克·易卜生可能是最著名的挪威作家。易卜生写作了海达·高布乐，培尔·金特，玩偶之家，海上夫人等戏剧。2008年完成的“易卜生名言（Ibsen quotes, Oslo）”是一件包括69条易卜生名言的不锈钢刻字艺术品，这些名言被镶嵌在了奥斯陆市中心的花岗岩人行道上。
近年来，像拉斯·萨比·克里斯滕森，托弗·尼尔森，尤·奈斯博和罗伊·雅各布森等小说作家在他们的小说中描绘了奥斯陆及其市民。20世纪早期提到奥斯陆的作家包括诗人鲁道夫·尼尔森（Rudolf Nilsen）和安德烈·拜杰克（André Bjerke）。

### 媒体
奥斯陆出版的报纸包括晚邮报，挪威日报，世界之路报，Dagens Næringsliv， Dagsavisen，晨报，Vårt Land，Nationen和阶级斗争报等。挪威国家广播公司NRK的主要办公室位于奥斯陆的Marienlyst，在Majorstuen附近，NRK也提供当地的广播和电视服务。TVNorge（TVNorway）也位于奥斯陆，而TV 2（位于卑尔根）和TV3（位于伦敦）在奥斯陆市中心设有分支机构。奥斯陆还有各种专业出版商和小型媒体公司。奥斯陆还出版许多杂志。这一领域的两家主要公司是Aller Media和Hjemmet Mortensen AB。

### 体育运动

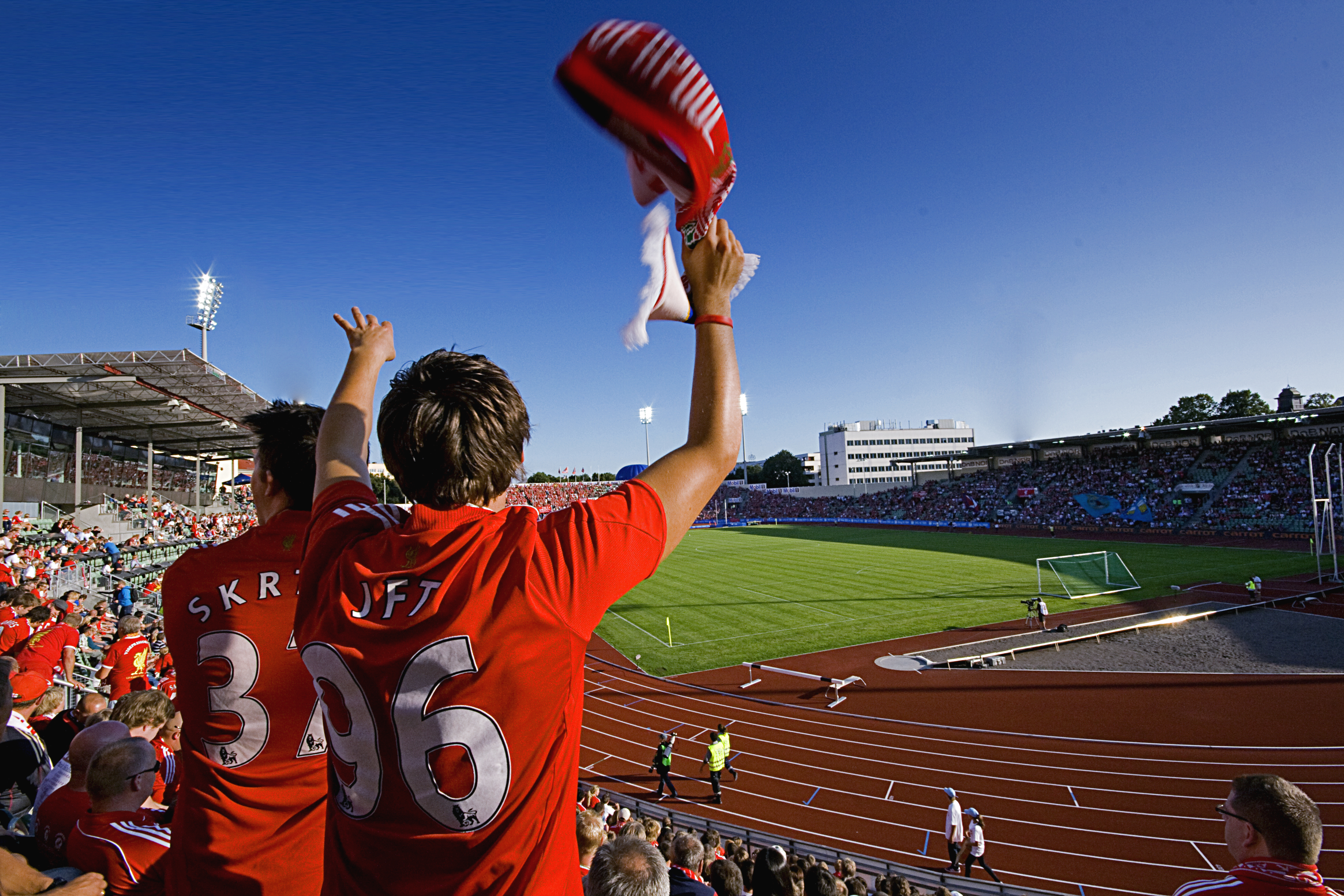
在毕斯雷特体育场举办的奥斯陆闪电与利物浦队之间的足球友谊赛

奥斯陆有霍门科伦国家体育场和Holmenkollbakken，后者是挪威主要的冬季两项和北欧滑雪项目场地。Holmenkollbakken每年举办世界杯锦标赛，包括霍门科伦滑雪节。奥斯陆在1986年，1990年，2000年，2002年和2016年主办了冬季两项世界锦标赛。FIS北欧世界滑雪锦标赛于1930年，1966年，1982年和2011年举办。同时，奥斯陆还举办了1952年冬季奥运会。
奥斯陆是挪威联赛中几家足球俱乐部的所在地。瓦勒伦加，奥斯陆闪电和斯基德赢得过挪威联赛和杯赛，而Mercantile和Frigg赢得过杯赛。
乌利华球场是挪威国家足球队的主场对和挪威杯决赛的比赛场地。体育场在1987年和1997年还举办过欧洲女子足球锦标赛决赛，以及2002年欧洲U19足球锦标赛。 Røa IL是奥斯陆唯一的女子足球联赛队伍。每年，国际青年足球赛挪威杯在埃克贝格莱塔和城市中的其他场地举行。
由于气候寒冷，再加上靠近城郊的森林，滑雪是奥斯陆热门的娱乐活动。Tryvann滑雪场是挪威最受欢迎的滑雪胜地。 挪威最成功的冰球队，Vålerenga Ishockey，也位于奥斯陆。Manglerud Star是另一支在顶级联赛征战的奥斯陆冰球队。
毕斯雷特体育场是奥斯陆主要的田径场地，每年举办毕斯雷特运动会，这是国际田联钻石联赛的一部分。Bjerke Travbane是挪威主要的赛车场所。奥斯陆Spektrum主要用于举办大型冰球和手球比赛。Nordstrand HE和Oppsal IF在女子手球联赛中征战，而Bækkelaget HE参加男子联赛。Jordal Amfi是冰球队Vålerenga Ishockey和国家队的主场。1999年IIHF冰球世界锦标赛在奥斯陆举行，在1961年，1977年和1985年奥斯陆还举行了三届世界锦标赛。UCI公路自行车世锦赛1993年在这里举办。
奥斯陆曾经申办过2022年冬季奥运会，但随后于2014年10月2日放弃申办。

## 教育

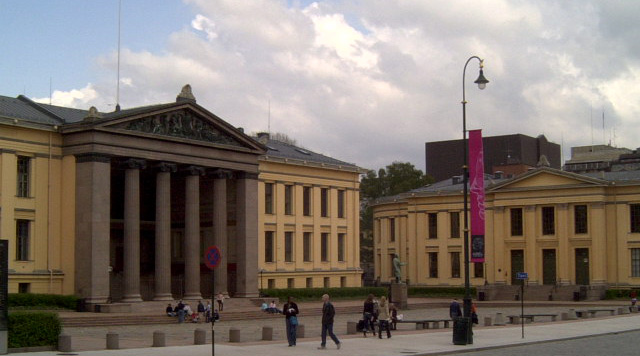
奥斯陆大学法学院

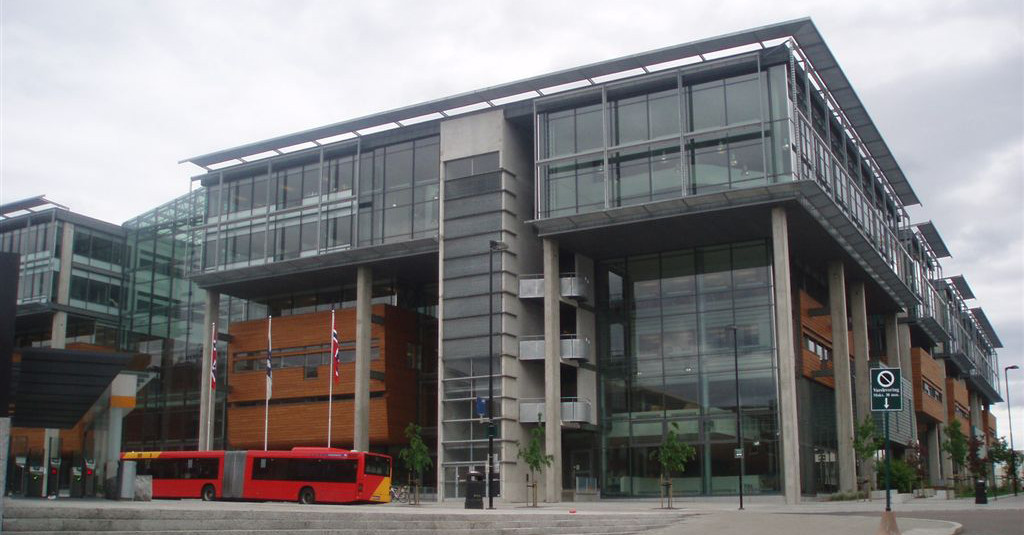
挪威管理学院（BI）主楼

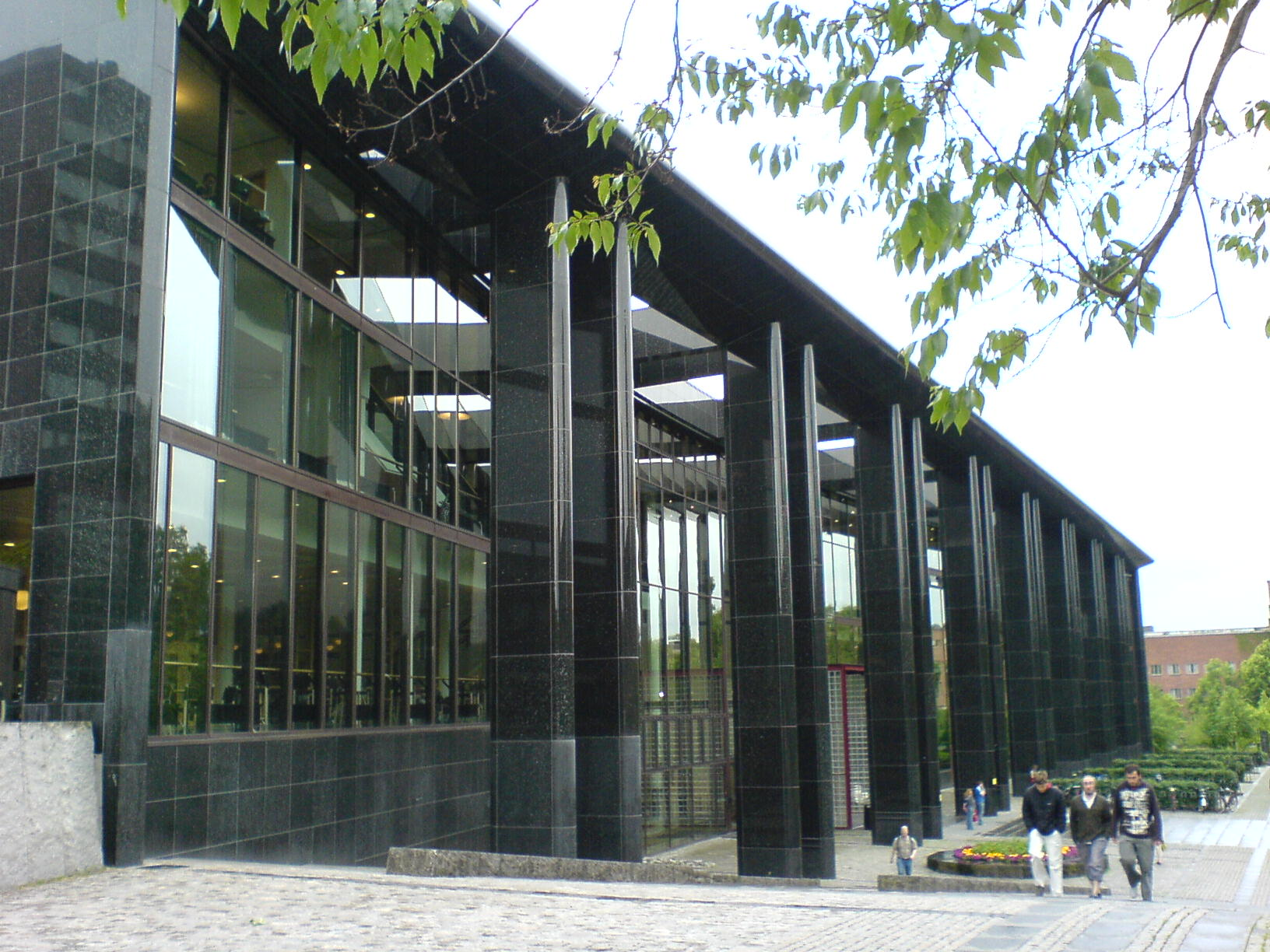
奥斯陆大学图书馆

### 高等教育机构
- 奥斯陆大学（Universitetet i Oslo, UiO） - 提供大多数领域的本科，研究生和博士课程。
- 奥斯陆和阿克斯胡斯大学应用科学学院（Høgskolen i Oslo og Akershus, HiOA），前奥斯陆大学学院。提供3-4年的专业学位课程。
- BI挪威商学院（Handelshøyskolen BI） - 经济和工商管理课程。
- 挪威信息技术学院（Norges Informasjonsteknologiske Hysyskole, NITH）
- 奥斯陆建筑与设计学院（Arkitektur-ogdesignhøgskolen i Oslo, AHO）
- 挪威运动科学学院（Norges idrettshøgskole, NIH） - 提供学士，硕士和博士学位课程[92]
- 挪威音乐学院（Norges musikkhøgskole）
- MF挪威神学院（Det teologiske Menighetsfakultet - MF）
- 奥斯陆国家艺术学院（KunsthøgskolenI Oslo - KHIO）[93]
- 挪威生命科学大学（Norges miljø- og biovitenskapelige universitet - NMBU）位于奥斯陆城外的Ås [94]
- 挪威军事学院（Krigsskolen）
- 挪威国防大学学院（Forsvarets høgskole）
- 挪威警察大学学院（Politihøgskolen - PHS）
- 挪威兽医学院（Norges Veterinærhøgskole）[95]
- 奥斯陆美术学院（Statens kunstakademi）[96]
- 奥斯陆管理学院（Markedshøyskolen - MH）位于克里斯蒂安尼亚教育中心。

挪威的劳动力平均教育水平和生产力水平很高。挪威高等教育机构的近一半居位于奥斯陆地区，使其成为了欧洲三大教育地区之一。2008年，奥斯陆地区（5个郡）的总劳动力数量为102万人。大奥斯陆地区拥有几所高等教育机构，共有73,000多名学生。奥斯陆大学是挪威最大的高等教育机构，共有27,400名学生和7,028名员工。

## 城市景观
奥斯陆正在逐渐被重新组织为一座具有各种接入点，一个四通八达的地铁系统，一个新的金融区和一座文化城的现代化城市。2008年，在伦敦举办的一个展览介绍了屡获殊荣的奥斯陆歌剧院，奥斯陆海滨城市更新计划，Munch/Stenersen（规划中的蒙克博物馆新址）和新的Deichman图书馆。城市和邻近区域的大部分建筑物的高度都很低，只有Plaza，Postgirobygget和Bjørvika的高层建筑相对高一些。

### 建筑

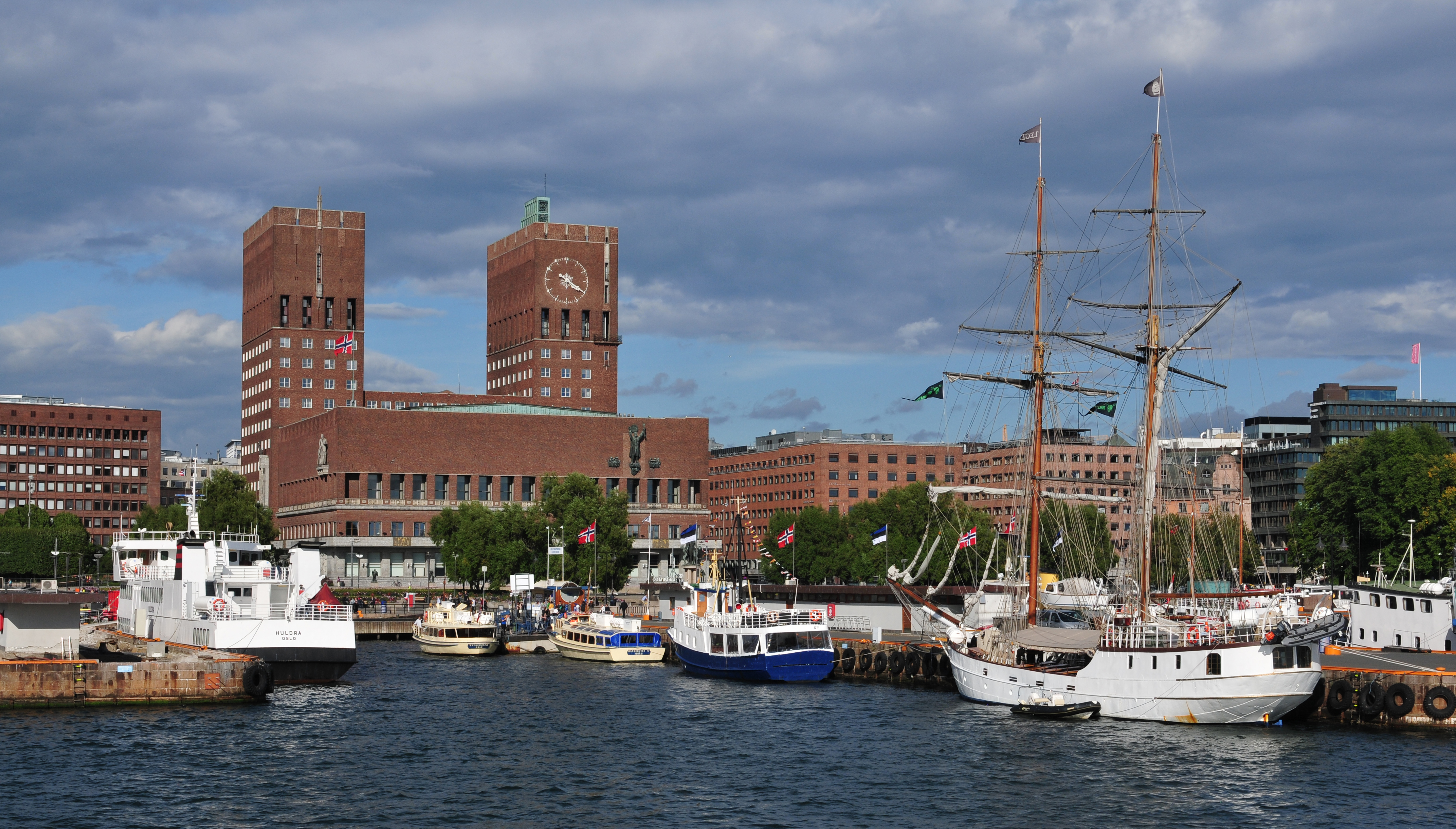
奥斯陆港
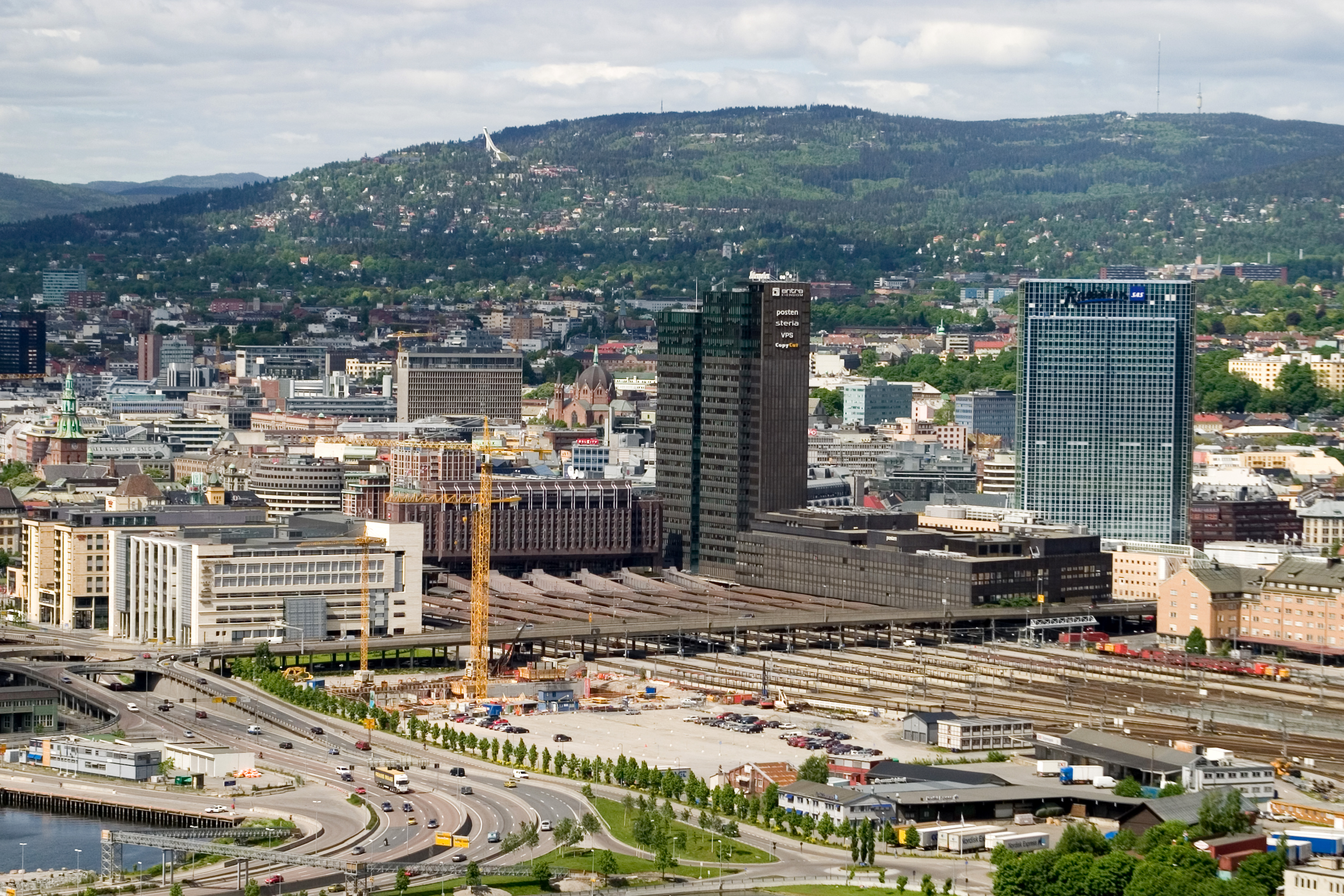
奥斯陆中央车站
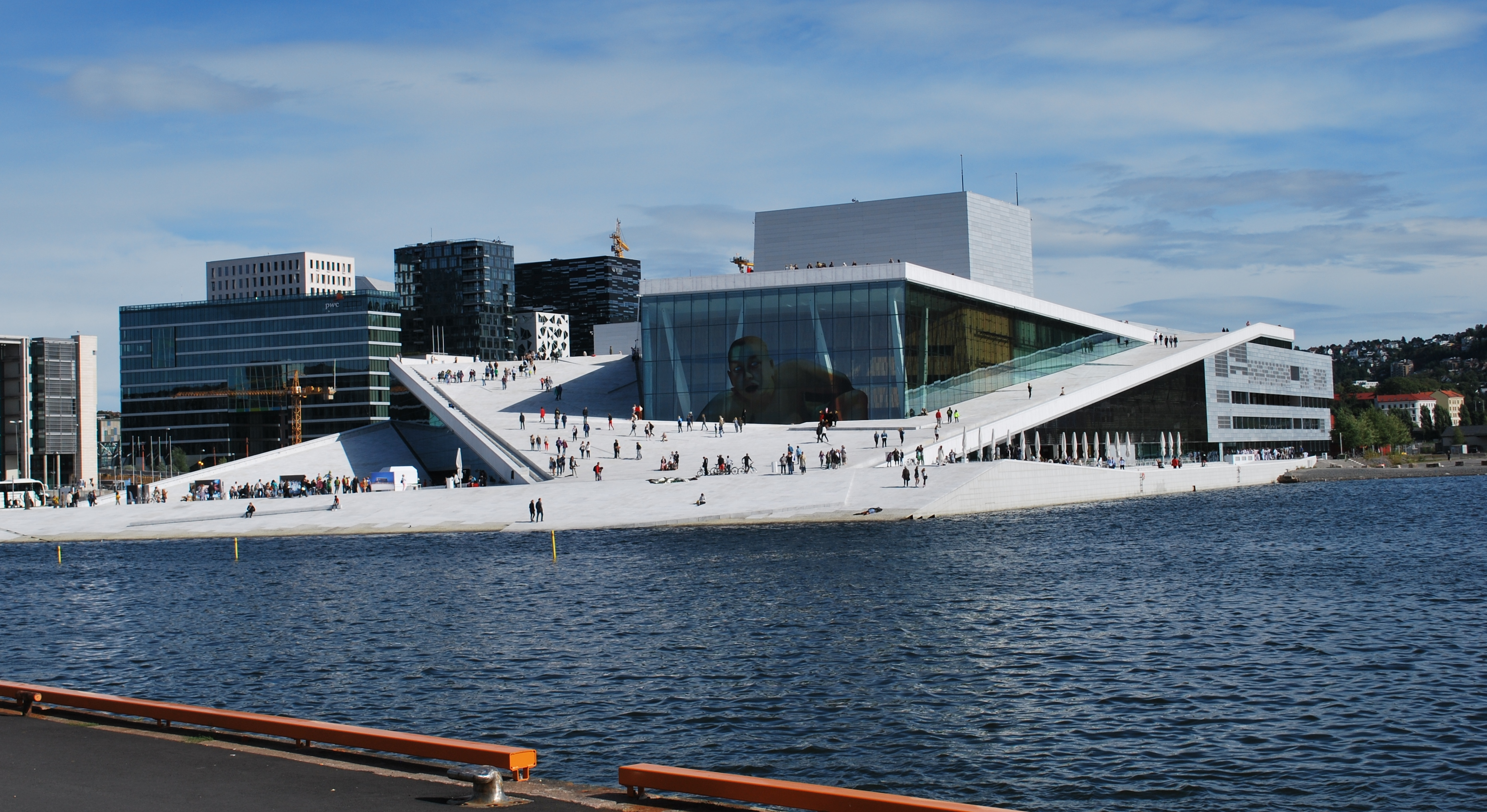
奥斯陆歌剧院
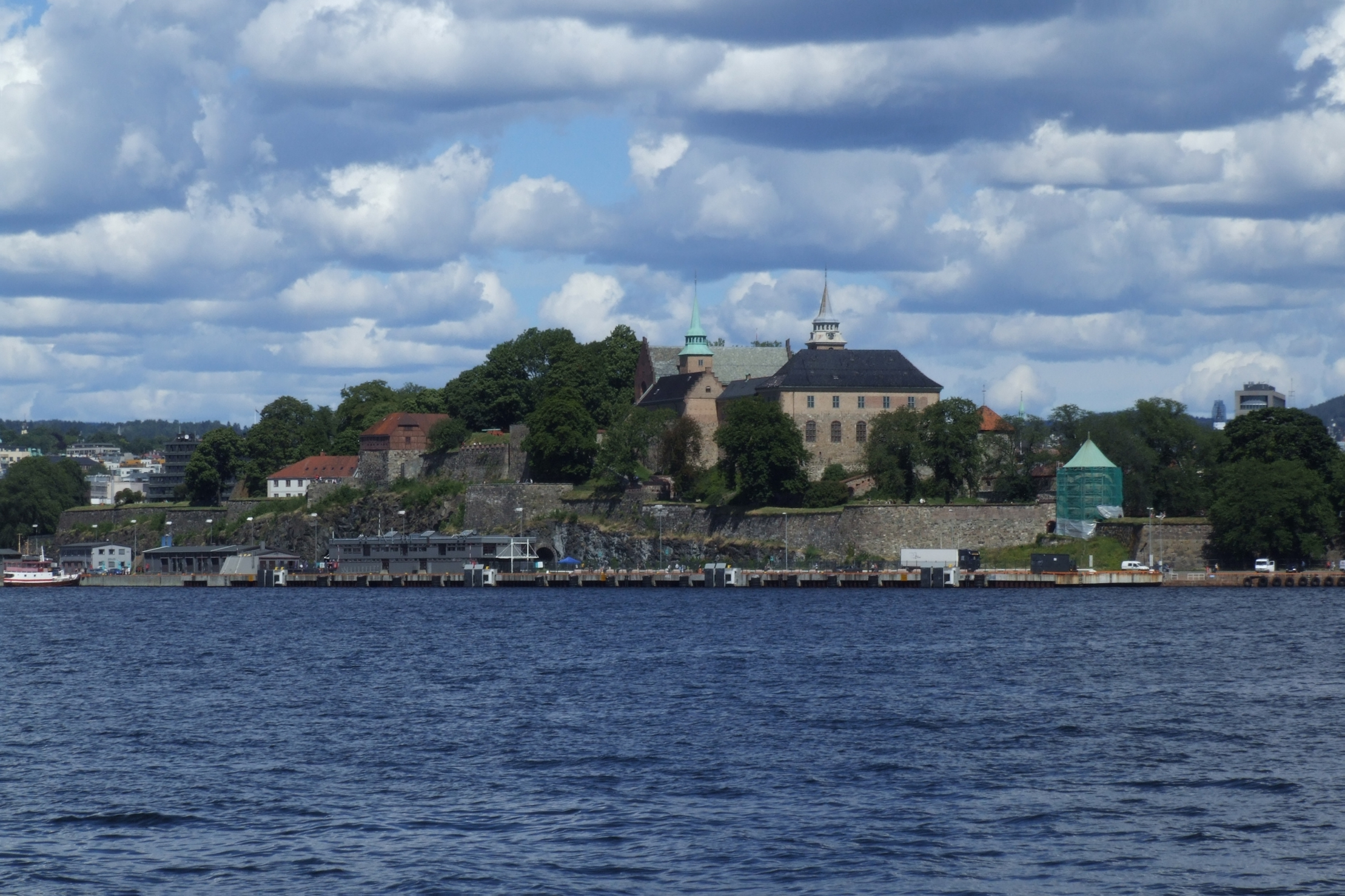
阿克斯胡斯城堡
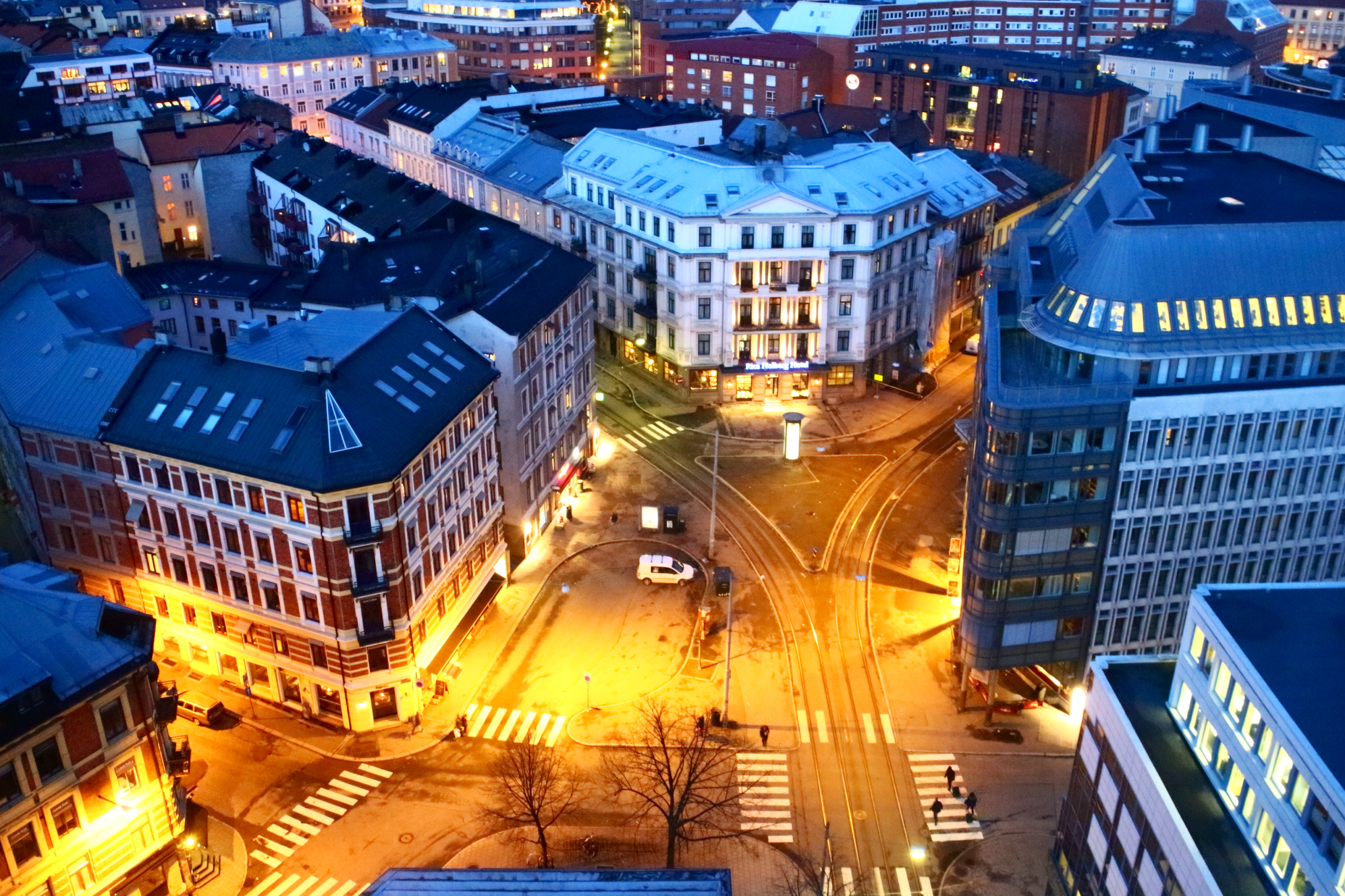
一个典型的奥斯陆街区
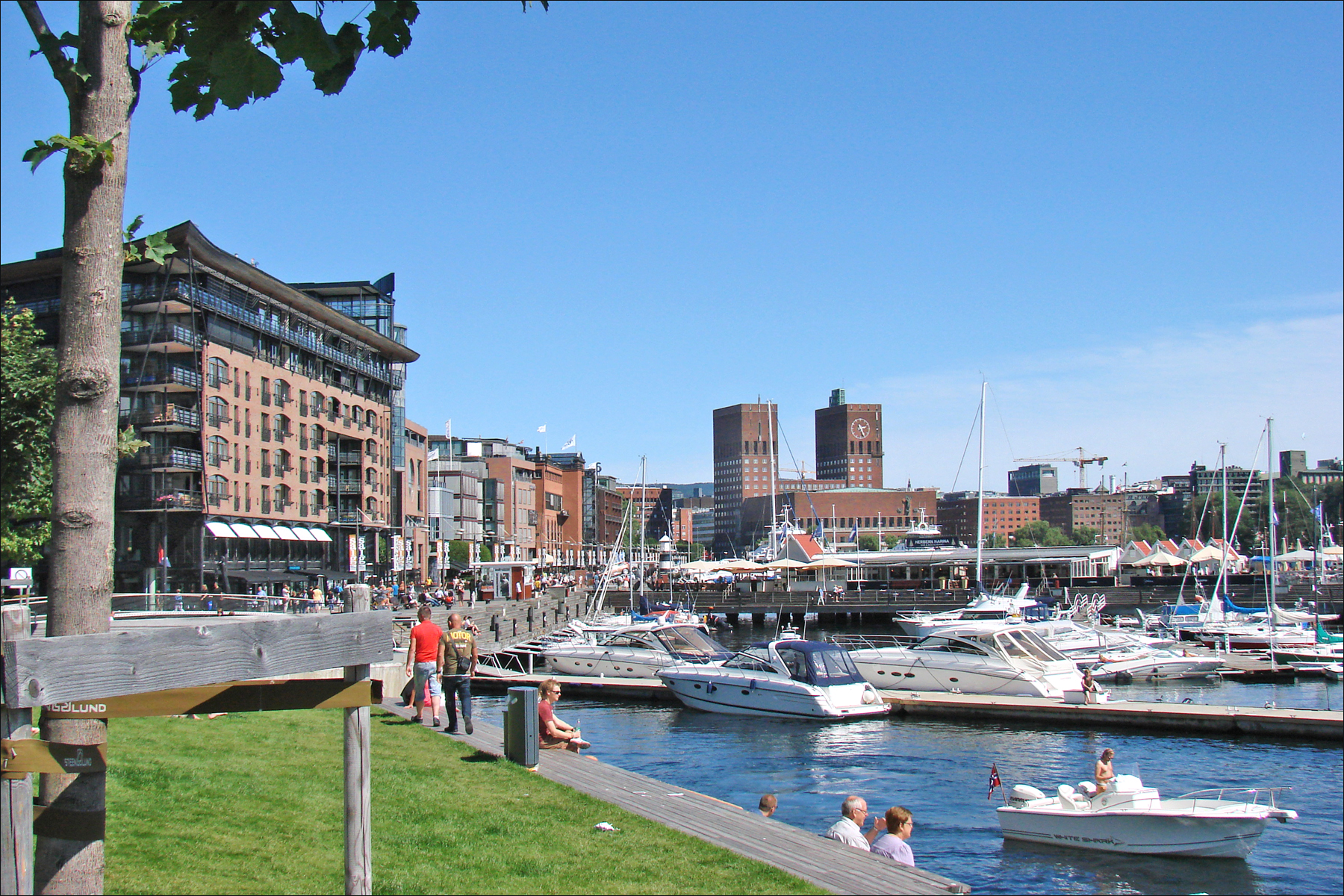
阿克尔码头
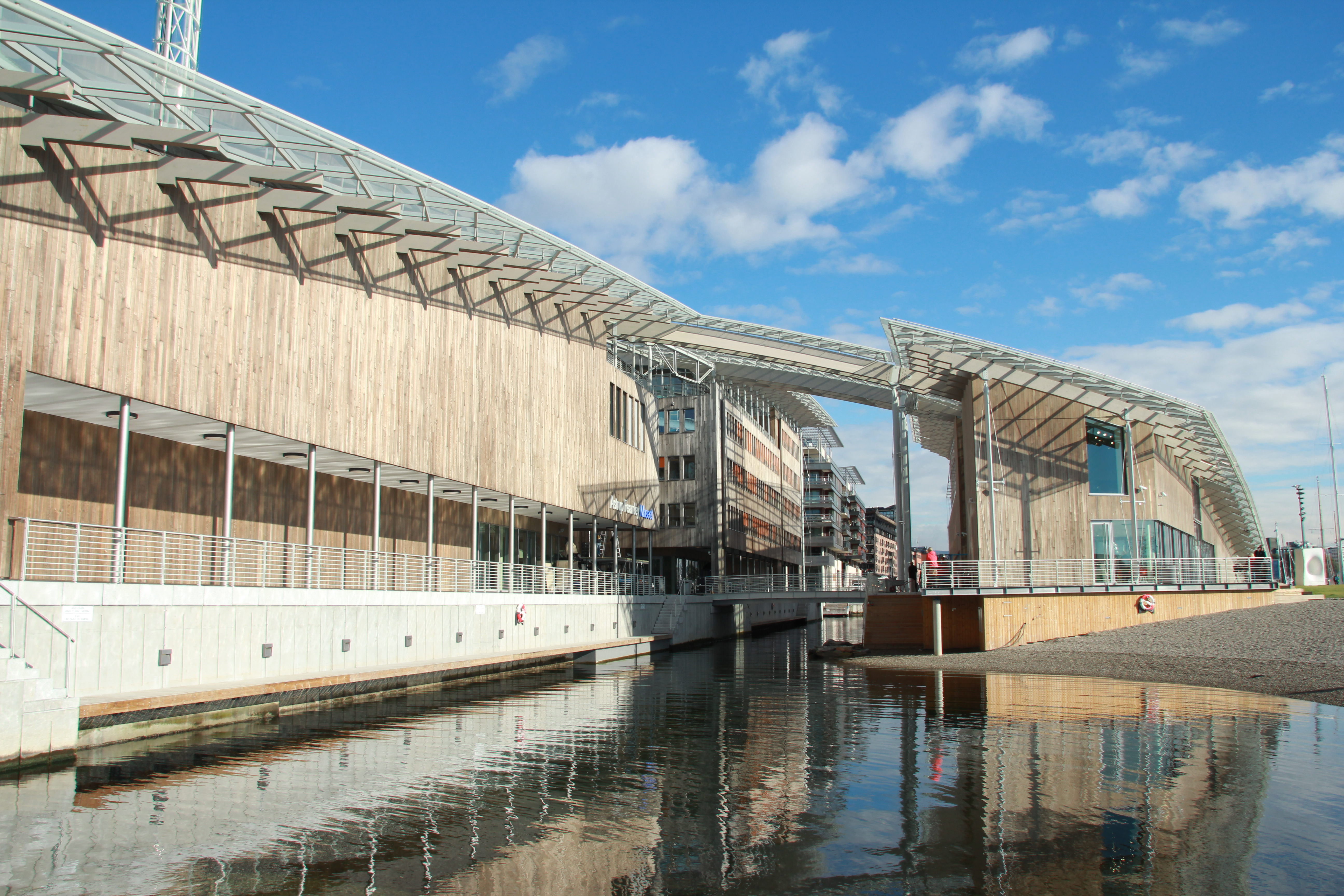
阿斯楚普费恩利现代艺术博物馆的画廊
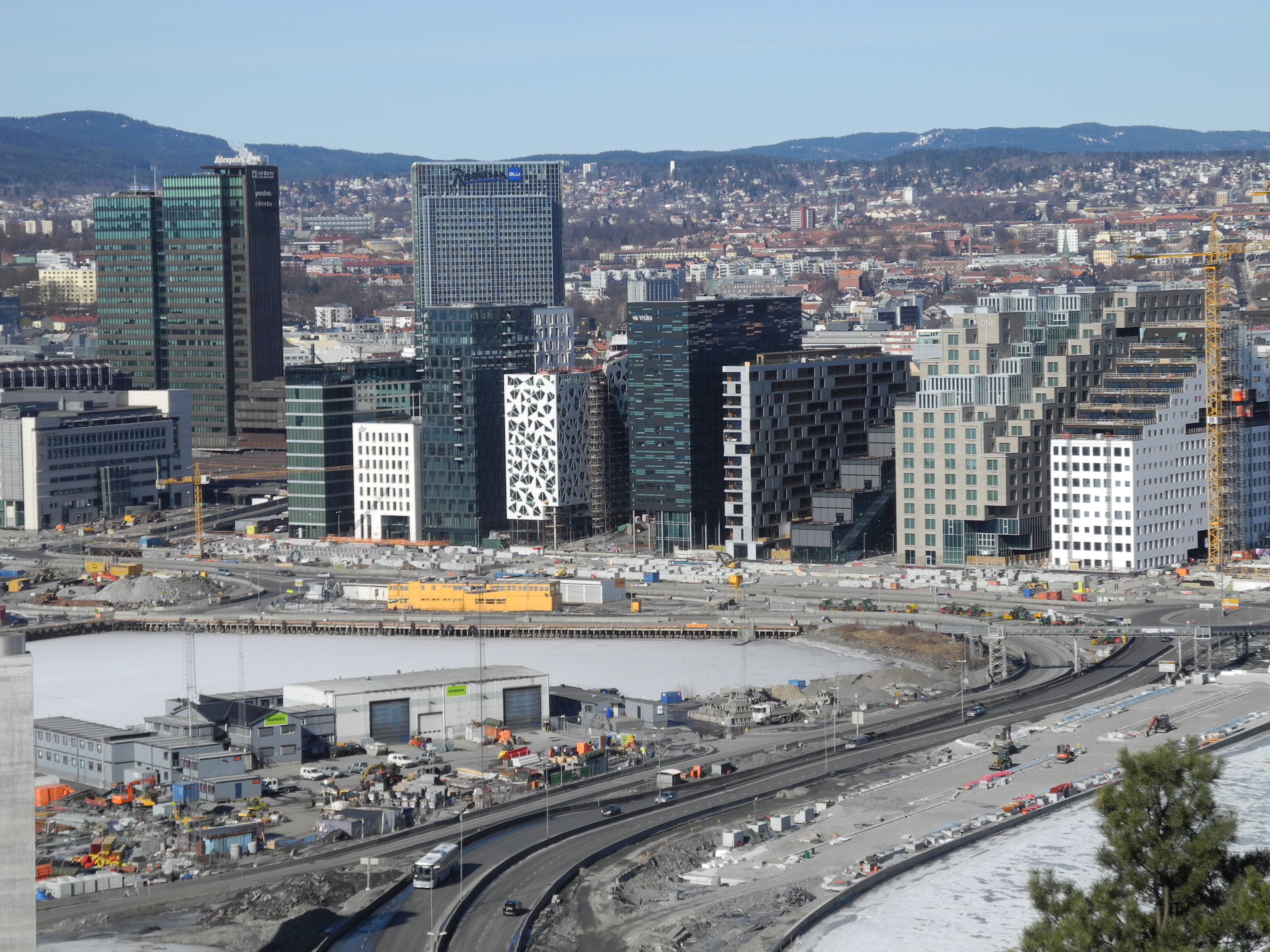
奥斯陆都市区天际线
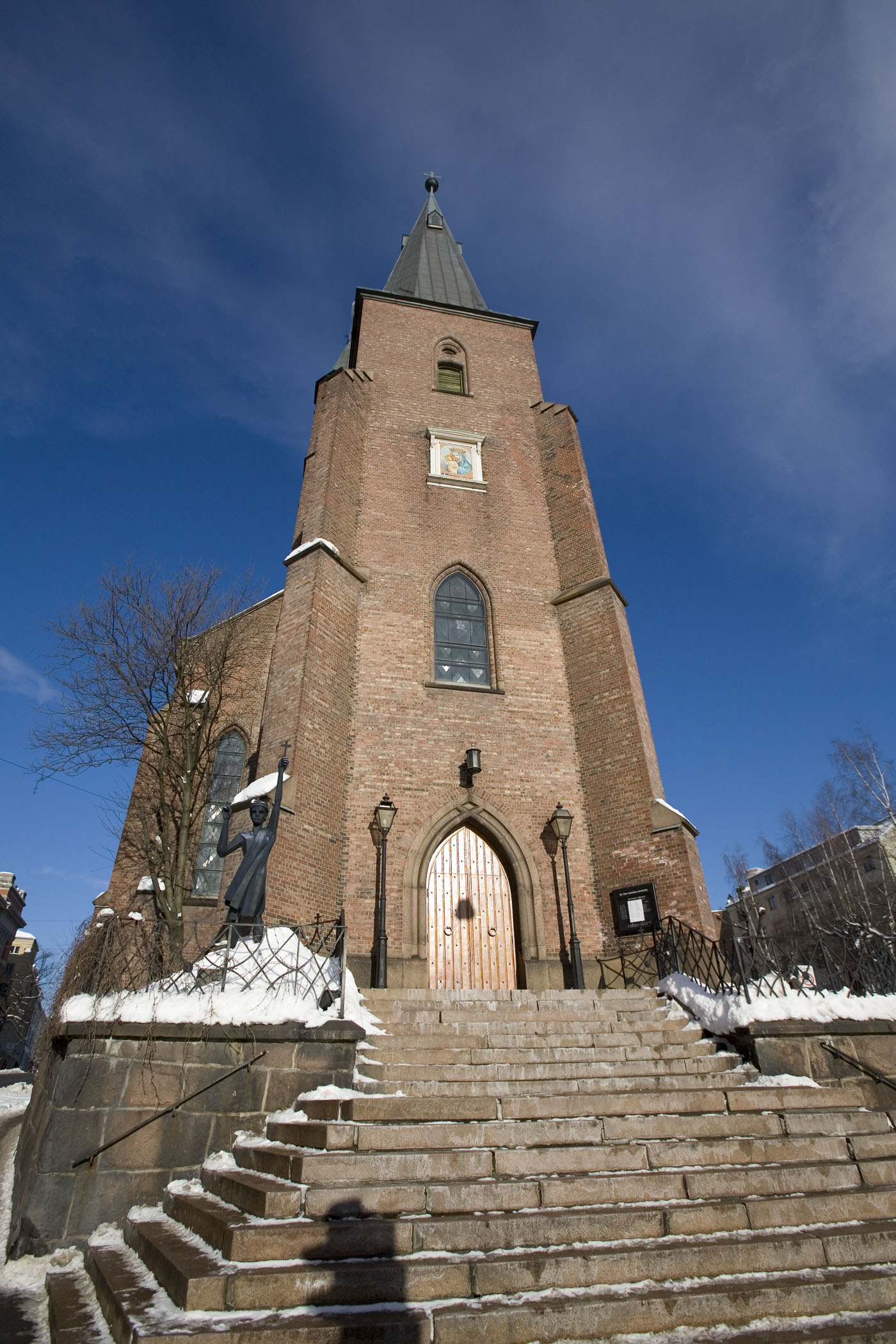
聖奧拉夫主教座堂
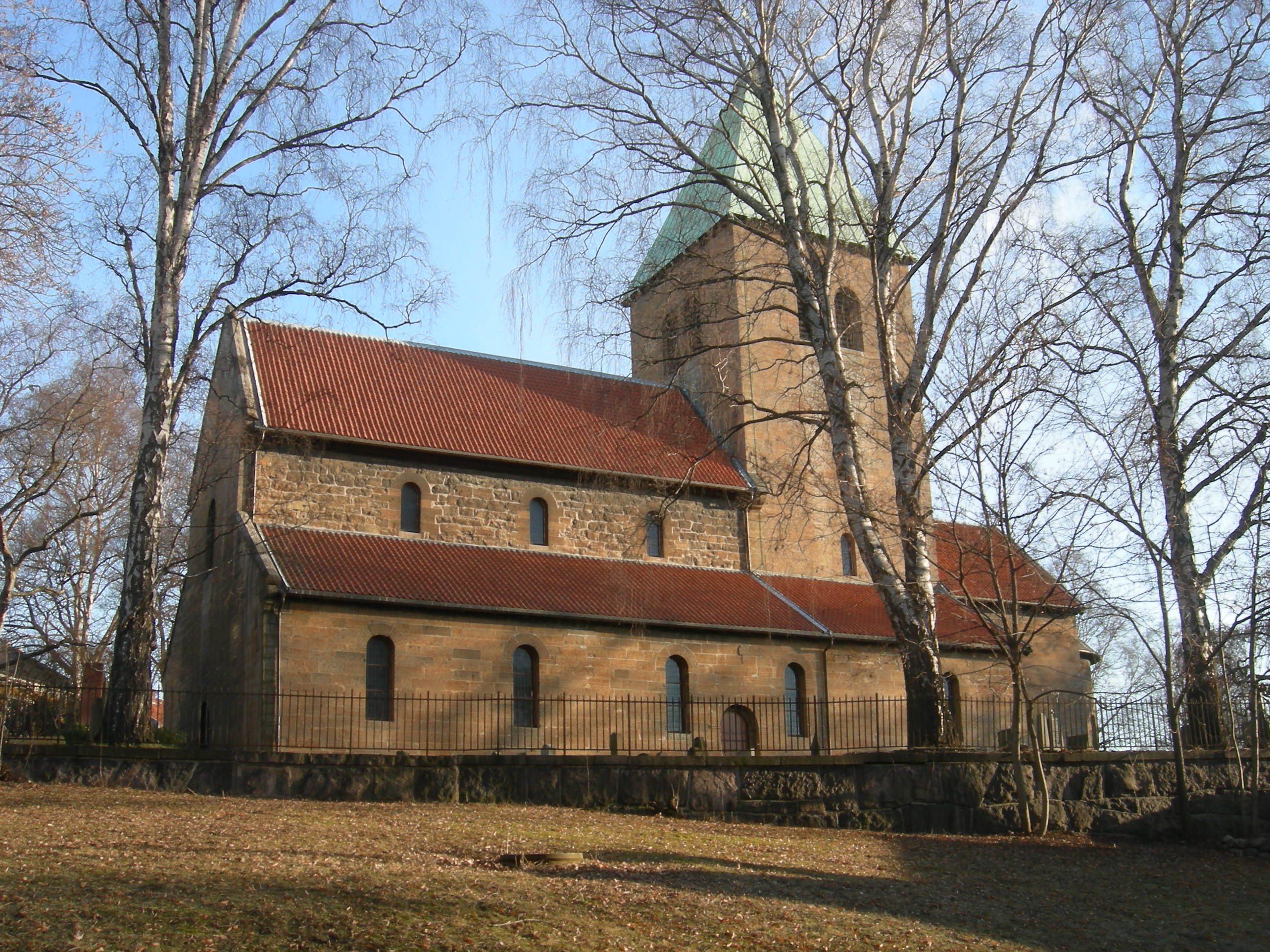
舊阿克爾教堂

## 公园和娱乐区

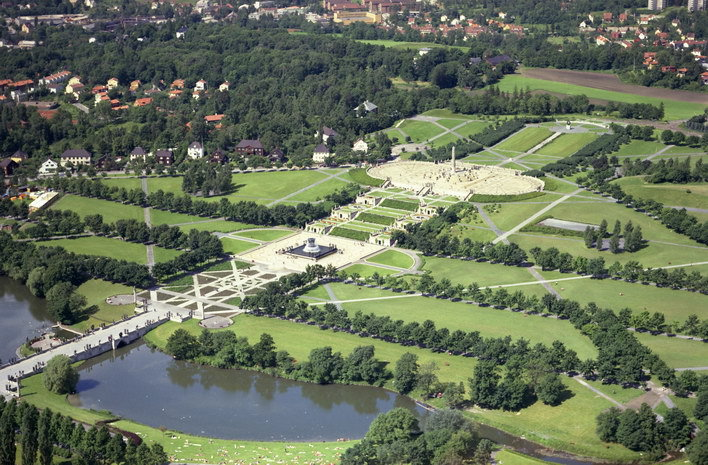
弗羅格納公園

奥斯陆在城市核心区域和城郊都有许多的公园和绿地。
- 弗魯格納公園是一个大型公园，距离市中心步行只需几分钟。它是挪威最大，最知名的公园，其中有着由古斯塔夫·维格兰（Gustav Vigeland）所收藏的许多雕塑作品。
- Bygdøy是一块大型绿地，通常被称为“奥斯陆博物馆半岛”。该地区被海包围，是挪威最昂贵的地区之一。
- 圣汉斯胡根公园（St. Hanshaugen Park）是奥斯陆市中心一座小山上的公共公园。“圣汉斯胡根”也是周边社区的名称，和包括奥斯陆市中心主要部分在内的行政区（市镇）的名字。[99]
- Tøyen公园延伸到蒙克博物馆的后面，包括一大片草地。在公园北部，有一个被称为Ola Narr的观景区。Tøyen地区还包括奥斯陆大学的植物园和博物馆。

奥斯陆（和邻近的桑德维卡 - 阿斯克地区）建在奥斯陆峡湾岸边的马蹄形陆地上，从多个方向被丘陵和森林所包围。因此，城市内的任何一点都相当靠近森林。奥斯陆城边主要有两片森林：Østmarka（字面含义为“东方的森林”，在城市的东部），以及面积广大的Nordmarka（字面含义为“北方的森林”，从城市北部边缘深入到内陆）。
奥斯陆市政当局经营着八个公共游泳池。 Tøyenbadet是奥斯陆最大的室内游泳设施，也是挪威少数几个提供50米主泳道的游泳池。室外游泳池Frognerbadet也有50米的长度。

## 交通
| 奥斯陆附近的机场 | 机场名                  | IATA/ICAO | 客流量（2013年） |
| ---------------- | ----------------------- | --------- | ---------------- |
|                  | 加勒穆恩机场            | OSL/ENGM  | 22,956,540       |
|                  | 桑德尔福德机场          | TRF/ENTO  | 1,856,897        |
|                  | 莫斯机场 （2016年关闭） | RYG/ENRY  | 1,849,294        |

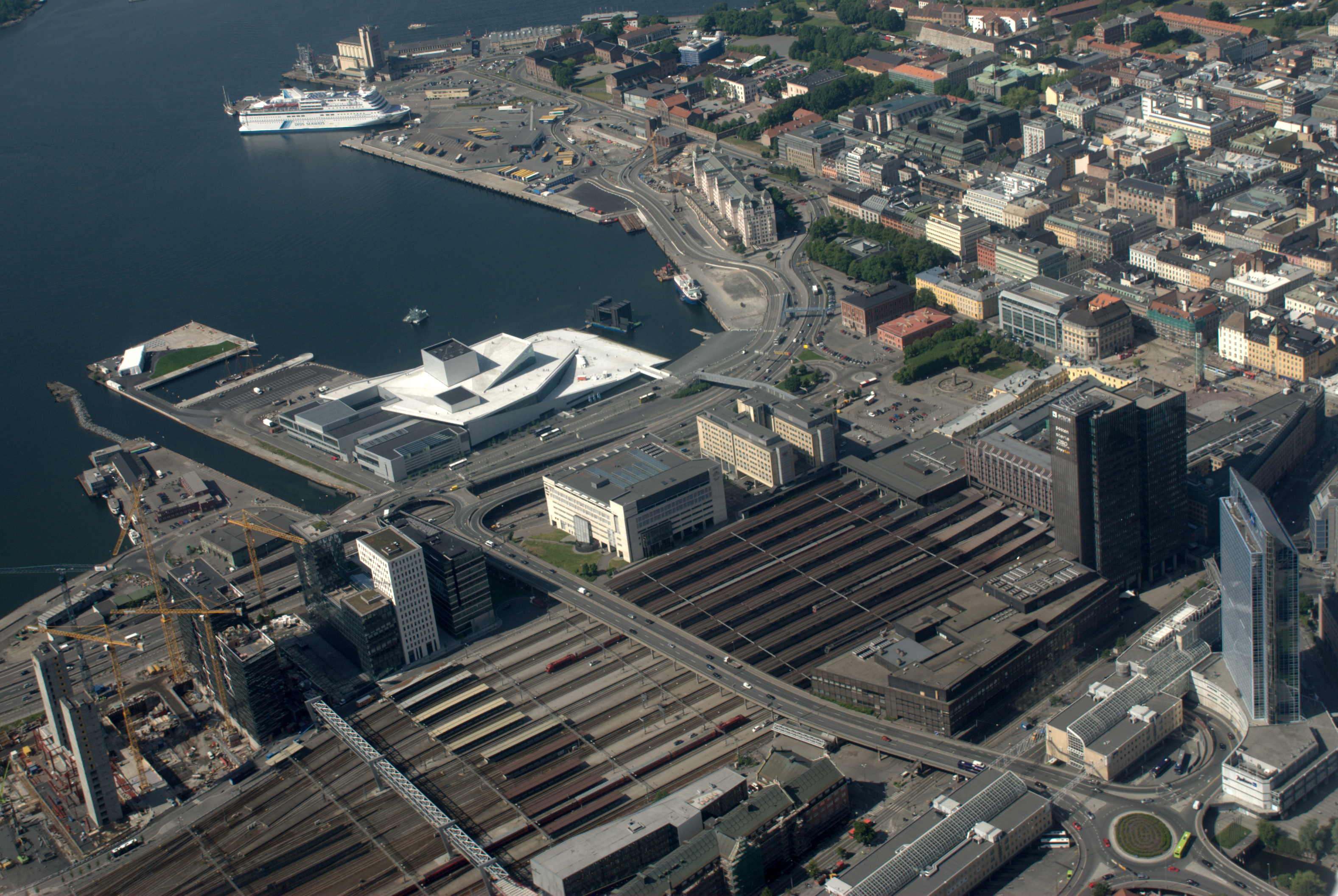
奥斯陆中央车站

奥斯陆拥有挪威最大的公共交通系统，由Ruter进行管理。 其中包括拥有六条线路的奥斯陆地铁（世界上人均里程最长的城市轨道交通系统）， 拥有六条线路的奧斯陸電車 和八条线路的奥斯陆通勤铁路。有轨电车在靠近市中心的区域内运行，而地铁从地下穿过市中心，运行到更远的郊区；其中两条线路可以运行到较远的Bærum地区，而环线连接了市中心以北的区域。 奥斯陆的公共汽车系统有32条城市线路，以及到邻近的阿克斯胡斯县的跨区域线路。
奥斯陆中央车站是城市交通的中心枢纽，并为挪威南部的大部分主要城市，以及瑞典的斯德哥尔摩和哥德堡提供铁路运输服务。 机场快线列车沿加勒穆恩线运转。德拉门线通过奥斯陆隧道下穿市中心。 而城市的一些岛屿和邻近的市镇通过渡轮连接。 每天的跨海渡轮服务通达丹麦的哥本哈根和腓特烈港，还可以到达德国的基尔。
多条高速公路以隧道形式穿过市中心和城市的其它部分。政府通过收费道路的形式支持道路的建设工作。通过奥斯陆的主要高速公路是欧洲E6和E18公路。奥斯陆有三条环线公路，其中，最里面的一条是城市街道，而最外面的一条是高速公路。

服务城市的主要机场是奥斯陆加勒穆恩机场（Oslo lufthavn, Gardermoen 机场代码 OSL），座落在于伦萨克尔，距离奥斯陆市中心47公里（29英里）。它是挪威的主要国际门户， 也是欧洲第六大的国内机场。奥斯陆机场是北欧航空和挪威航空快线的枢纽机场。奥斯陆也有两个二级机场：莫斯机场（于2016年关闭）和桑德尔福德机场，后者距离城市约110公里（68英里）。 这两个机场是一些低成本航空公司（如瑞安航空公司）所使用的机场。

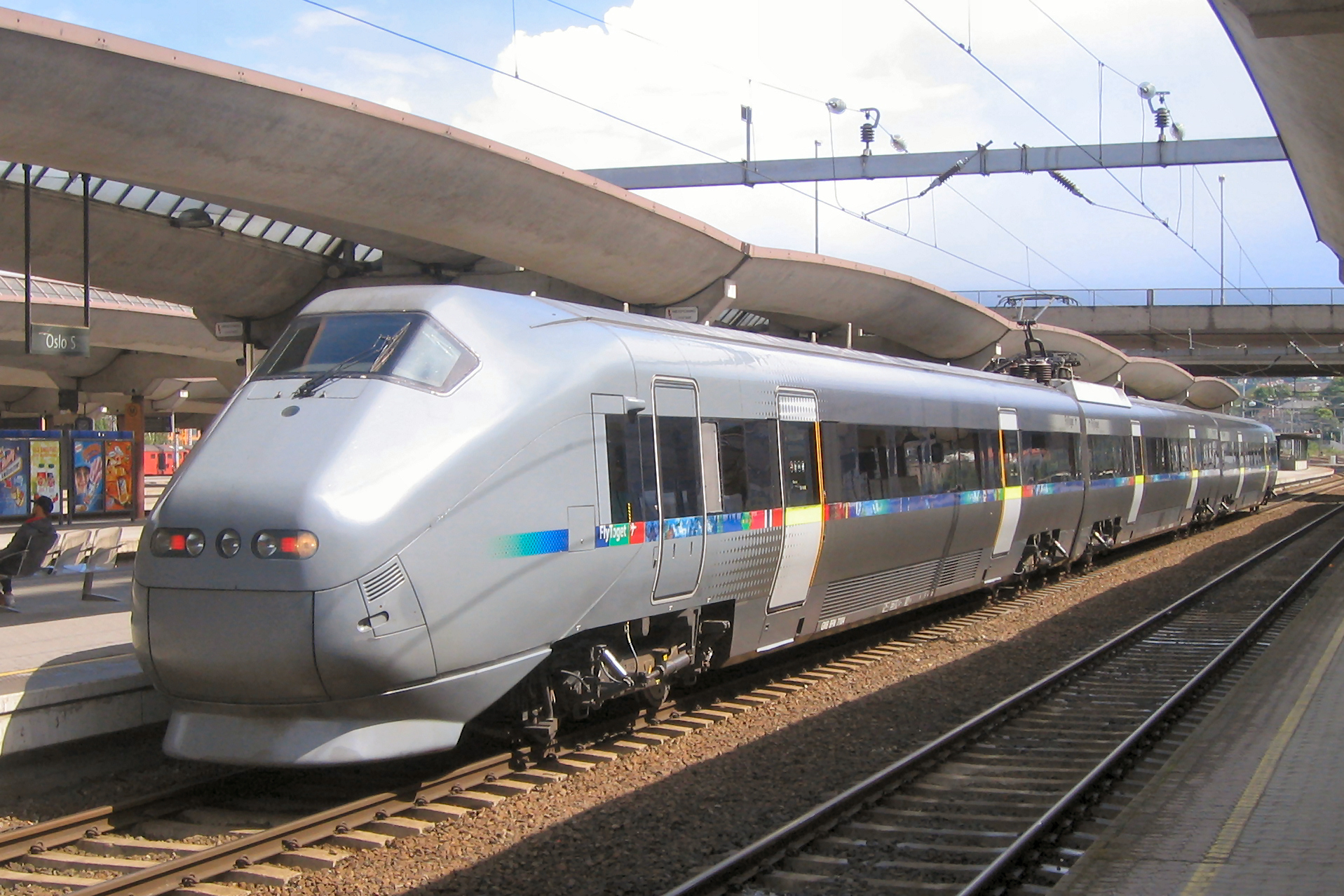
奥斯陆机场快线，连接市区和奥斯陆加登摩恩机场。
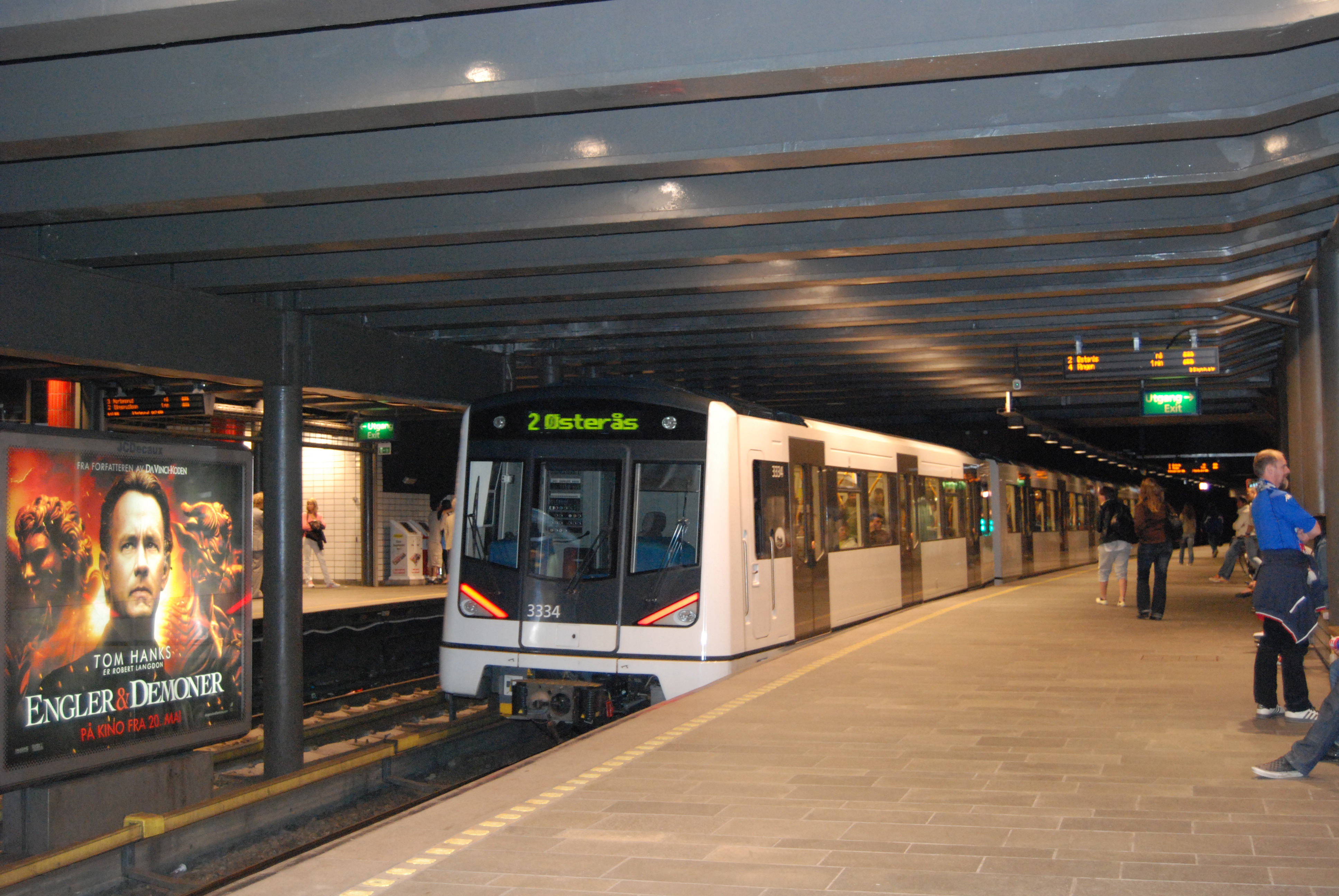
国家剧院站的地铁列车正在开出
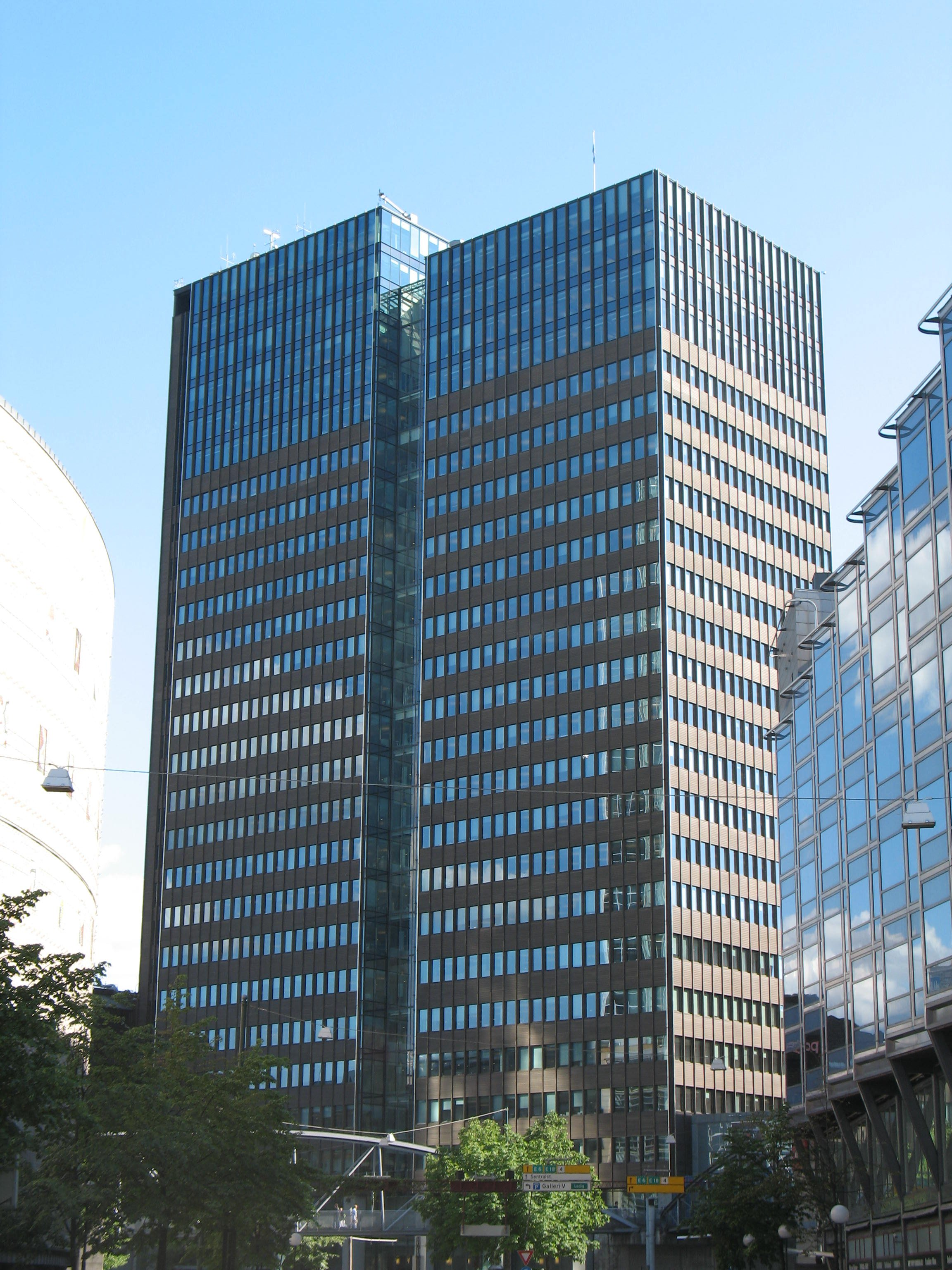
奥斯陆中央车站附近的Postgirobygget大楼
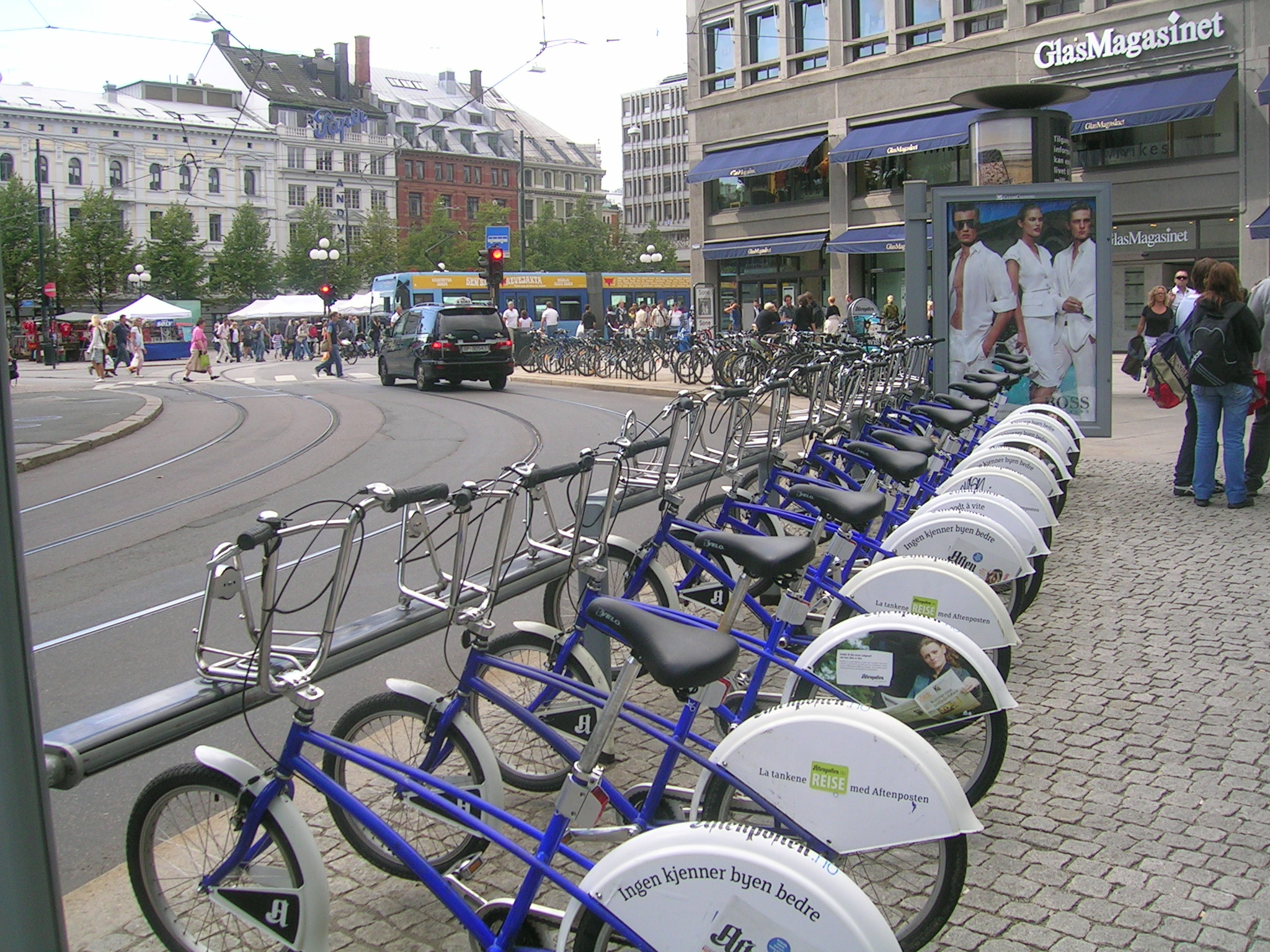
自行车中心的公共自行车站
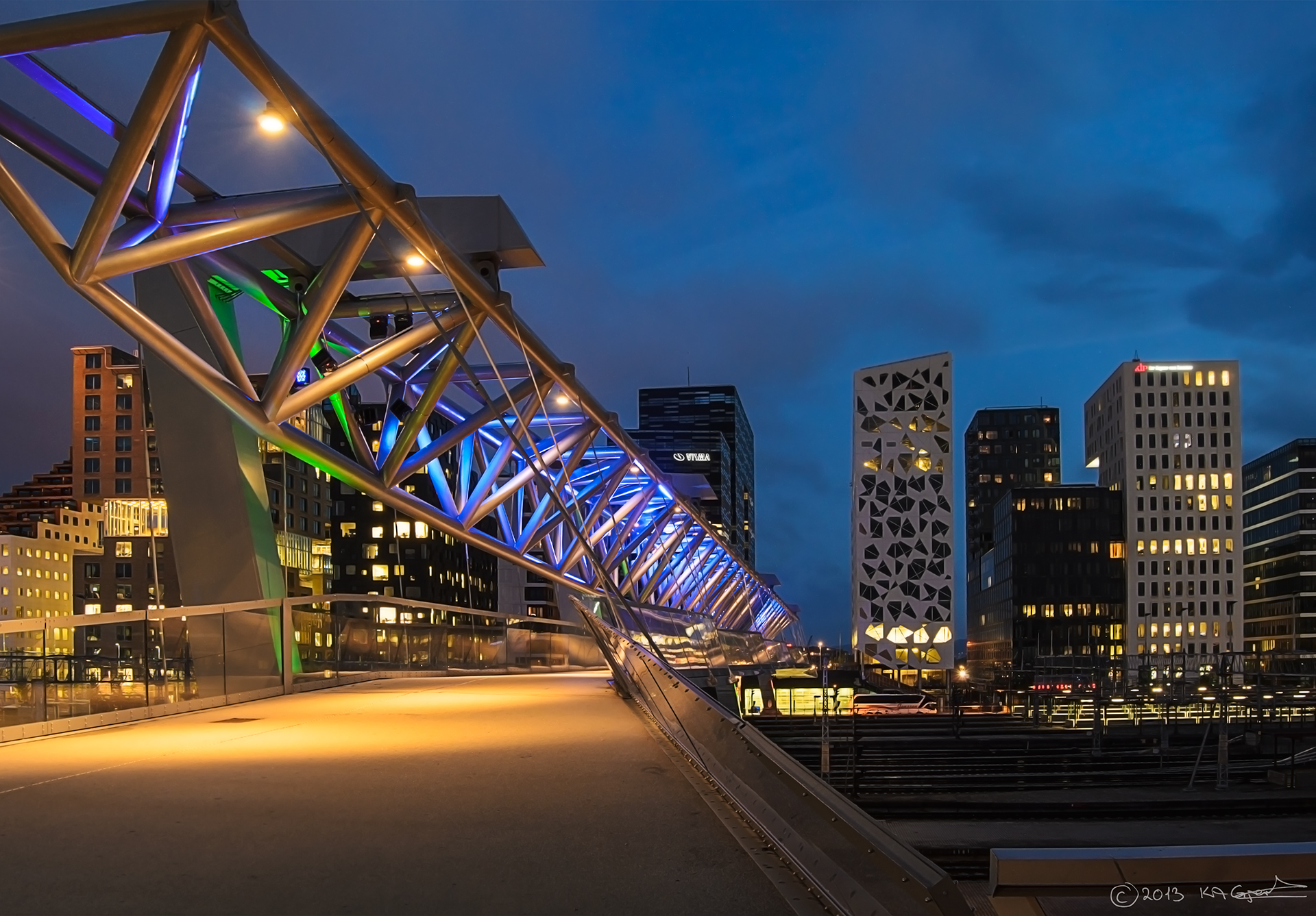
跨越奥斯陆中央车站的表演者大桥
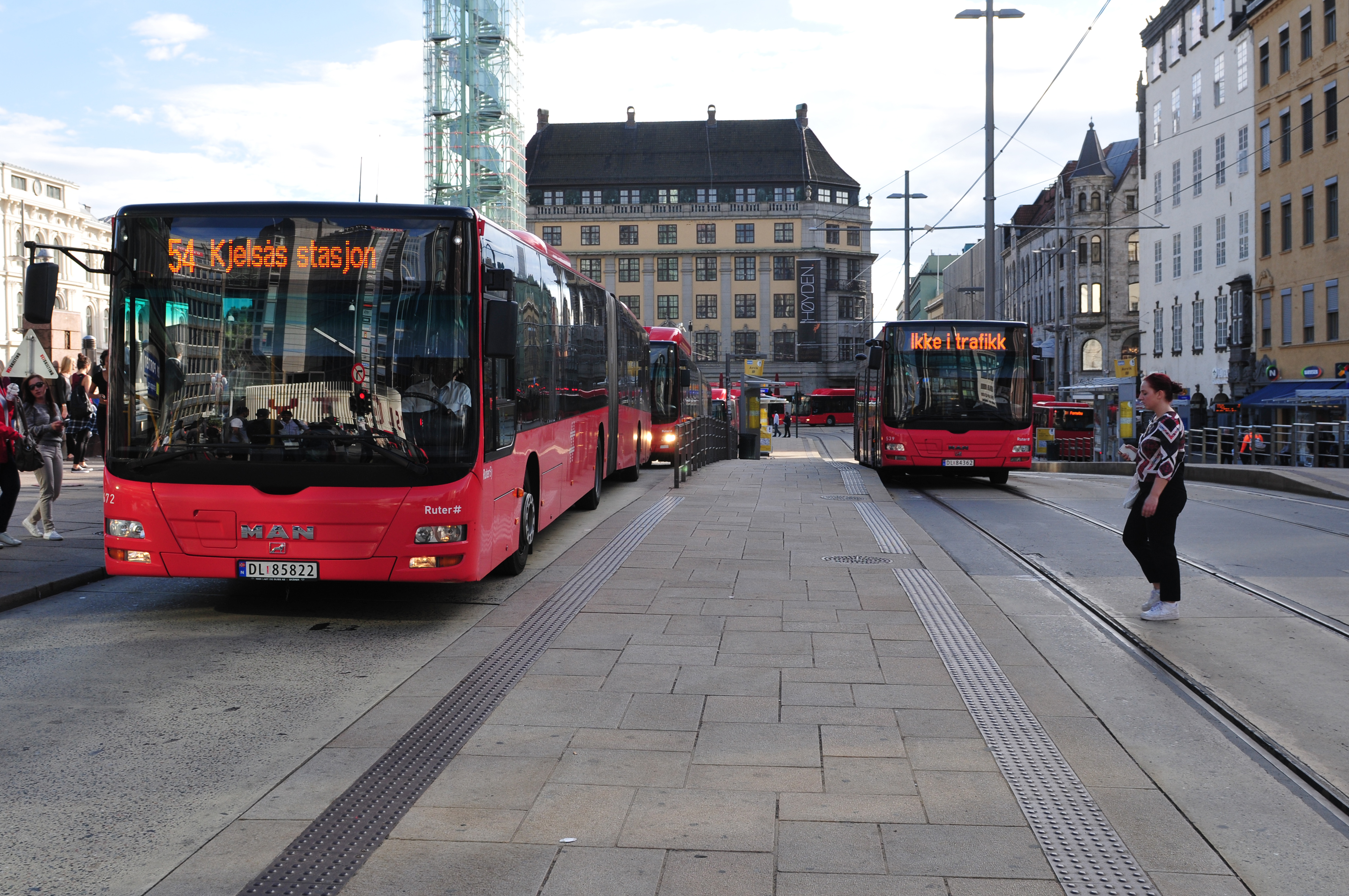
Jernbanetorget的公交车

## 旅游景点

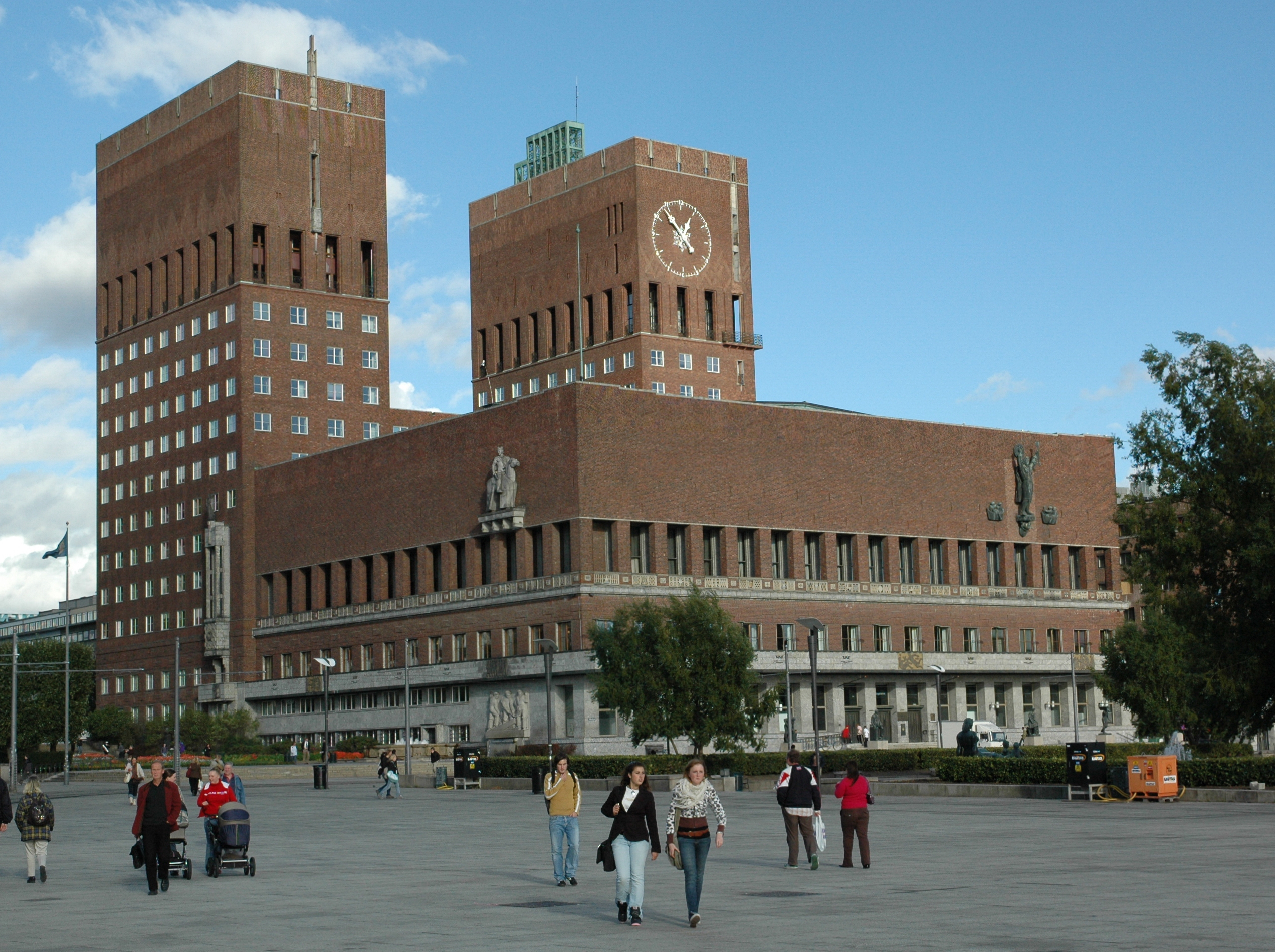
奥斯陆市政厅

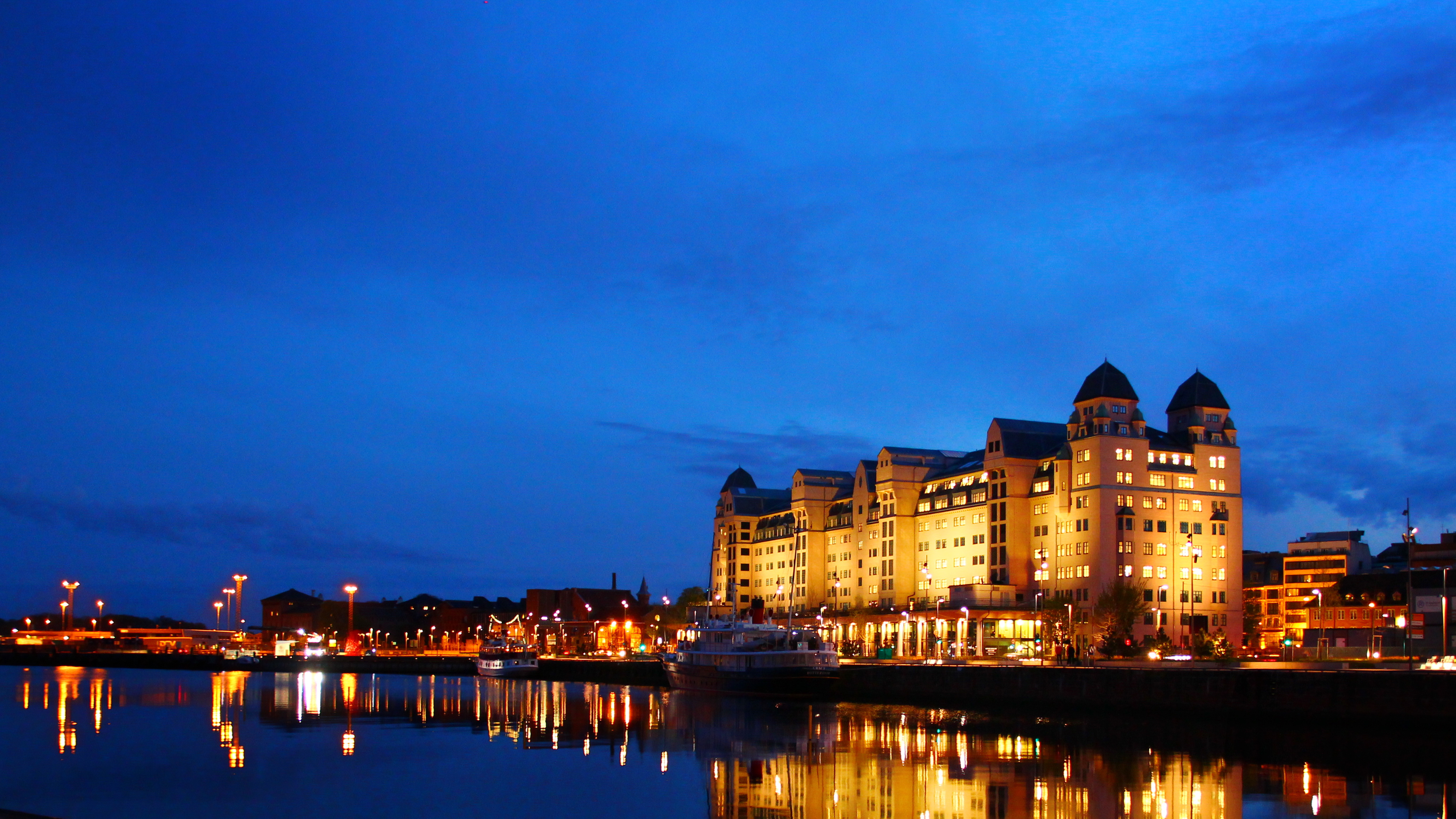
晚上的Havnelageret，1921年完工的當時，它是歐洲最大的混凝土建築物。

- 维格兰雕塑公园（Vigelansparken）位于挪威的奥斯陆，是一个以雕像为主题的公园，也被人们叫做人体公园。公园内的212座雕像是挪威雕像家古斯塔夫·维格兰的作品。
- 爱德华·蒙克博物馆（Munchmuseet）-爱德华·蒙克是挪威著名画家。
- 阿克斯胡斯城堡（Akershus Festning）
- 奥斯陆市政厅（Oslo rådhus）-诺贝尔和平奖的颁奖地[116]。
- 诺贝尔和平中心（Nobels Fredssenter）-展示与诺贝尔和平奖有关的文物。
- 奥斯陆王宫（Det Kongelige Slott）
- 奥斯陆大教堂（Oslo Domkirke）
- 比格迪半岛（Bygdøy）-半岛上有5个博物馆，包括挪威民俗博物馆（Norsk Folkemuseum），维京船博物馆（Vikingskipshuset）等。
- Holmenkollen滑雪场

## 国际关系
奥斯陆是欧洲委员会和欧洲联盟委员会的“跨文化城市计划”试点城市。

### 友好城市/地区
奥斯陆与以下城市或地区签署了合作协议：
- 瑞典：哥德堡
- 德国：石勒苏益格-荷尔斯泰因
- 中华人民共和国：上海
- 中華民國: 高雄
- 俄羅斯：圣彼得堡
- 立陶宛：维尔纽斯
- 冰島：雷克雅維克

奥斯陆曾经和麦迪逊、特拉维夫和维尔纽斯是姐妹城市，但现在已经废除了姐妹城市这一概念。

### 作为礼物的圣诞树
奥斯陆每年都有向其他城市赠送圣诞树的传统。被赠送的城市有：纽约，伦敦，爱丁堡，鹿特丹，安特卫普和雷克雅未克。 自1947年以来，奥斯陆已经送出了一棵65至80英尺（20至24米）高的几十岁的云杉，作为对英国在第二次世界大战期间给予挪威支援的感谢。